# 加藤一二三
加藤 一二三（かとう ひふみ、1940年〈昭和15年〉1月1日 - ）は、日本の将棋棋士。
ワタナベエンターテインメント所属。
実力制6人目の名人。剱持松二九段門下（当初は南口繁一九段門下）。棋士番号は64。2017年6月20日に現役を引退した。福岡県嘉麻市出身、同市の名誉市民。仙台白百合女子大学客員教授（2017年6月23日 - ）。勲等は旭日小綬章。文化功労者。
戦前生まれの名人経験者としては最後の存命者である。次女は仙台白百合女子大学学長の加藤美紀。
「神武以来（）の天才」  ・「1分将棋の神様」の異名を持つ。

## 来歴

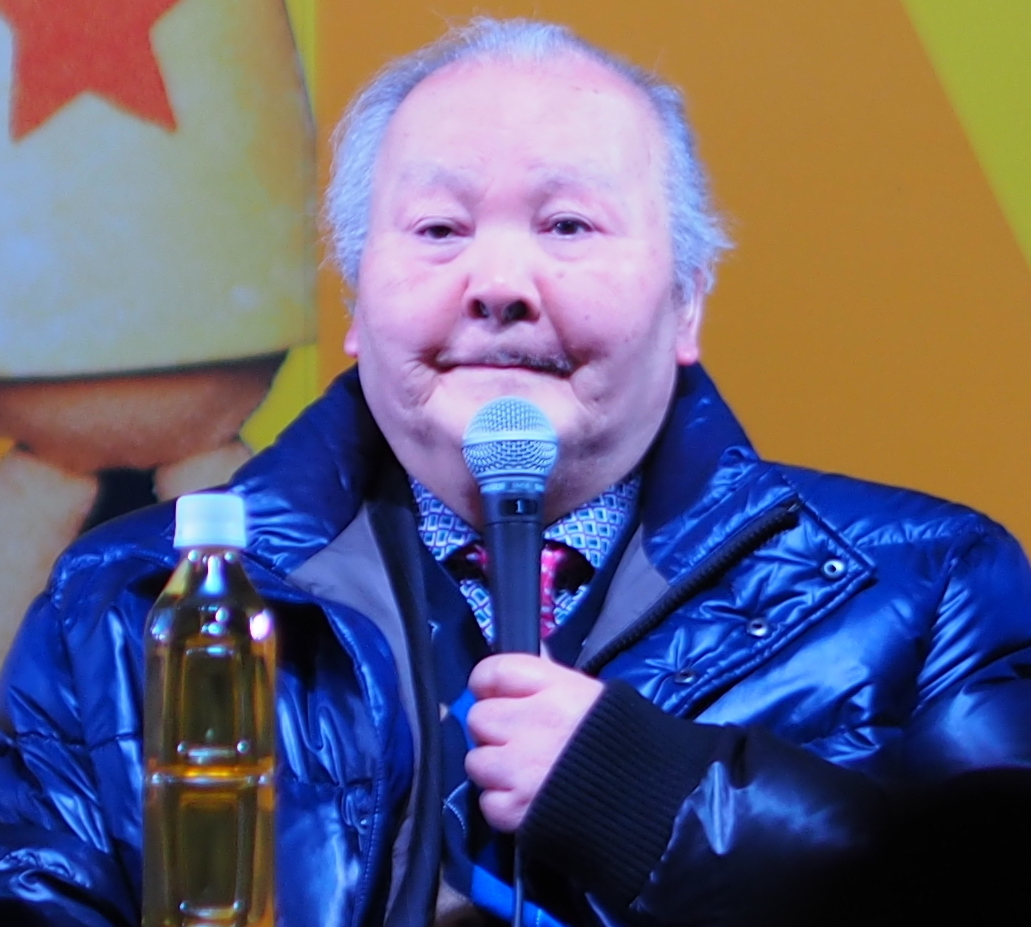
2018年12月27日、大井競馬場での『ひふみんと高見叡王の東京大賞典大予想』の収録にて

最高齢現役（2017年6月20日引退）、最高齢勝利、最高齢対局、現役勤続年数、通算対局数、通算敗戦数は歴代1位であり、1950年代・1960年代・1970年代・1980年代・1990年代・2000年代の各年代で順位戦最高峰A級に在籍したことがある唯一の棋士である。14歳7か月で当時の史上最年少棋士（62年後の2016年に藤井聡太が14歳2か月で更新）・史上初の中学生棋士となった。
順位戦デビュー（C級2組）からA級まで4年連続でのストレート昇級を果たし、最年少A級昇級記録（18歳3か月）を保持している。後に藤井聡太が更新した将棋界の最年少記録の多くは、加藤がかつて有していた記録である。しかし藤井も、加藤の「18歳3か月でA級昇級」の最年少記録については、プロデビューの時点で更新不可能であった。加藤は2016年10月にプロデビュー直後の藤井と対談したが、加藤がそのことを話すと、藤井はその場で指を折って年数を数えてから頷いたとのこと。
19世紀・20世紀・21世紀の3つの世紀に生まれた棋士と公式戦で対局した、史上唯一の棋士でもある。
また、加藤の引退時点において、加藤自らを除く、全ての実力制名人と対局経験がある。
大山康晴十五世名人、中原誠十六世名人、米長邦雄永世棋聖を相手に、それぞれ100回以上対局している（百番指し）。こうした名棋士らと数々のタイトルを争い、一時代を築いた。また、常に最善手を求める棋風で、定跡の発展にも大きく寄与。

## 人物
1940年1月1日、福岡県嘉穂郡稲築村（現・嘉麻市）で生まれた。カトリック信者であり、1986年にローマ教皇庁から聖シルベストロ教皇騎士団勲章を受章している。紫綬褒章（2000年春）。嘉麻市名誉市民（2016年）。旭日小綬章（2018年春）。
京都府立木津高等学校卒業、早稲田大学第二文学部中退。「一二三」という名前の由来は「一月一日（紀元二千六百年）に生まれた三男」。青年棋士時代、他の棋士からの愛称は「一二三」の「一」にちなむ「ピンさん」であり、加藤はこの愛称を気に入っていた。中年時代のあだなは「ベア（熊）」。2017年現在、幅広い層から「ひふみん」の愛称で親しまれている。また自身の洗礼名にちなんだ「パウロ先生」という愛称もある。20歳の頃は将棋仲間からピンちゃん/ピンさんと呼ばれていた。

### 私生活
中学3年生で棋士になり、学校を頻繁に休まざるを得なかった加藤に、授業のノートを届けてくれた中学校の同級生の女子を妻に迎えた。結婚したのは、1960年1月15日、同い年である二人の成人式の当日のことであった。仲人は、加藤と厚い信頼関係にあった升田幸三が務めた。
加藤は最後の対局では、最初に妻に礼を言いたく感想戦もなく場を後にして帰宅した。引退に際しての記者会見（2017年6月30日）では「同時に、やはり長年にわたって私とともに魂を燃やし、ともに歩んできてくれた妻に対して、深い感謝の気持ちを改めてここに表明する次第ですね、はい。」と語り、妻への謝意を表した。
将棋界でも有数のクラシック音楽通として知られる。また、サッカーファンとしても知られており、特にスペインのサッカーチームであるレアル・マドリードを20年近く応援している。2022 FIFAワールドカップでは開催国（カタール）との時差により、日本時間で深夜・早朝の試合が多いにもかかわらず、日本代表戦を含む多くの試合をリアルタイムで観戦している。

### 健啖家
加藤は将棋界においてかなりの健啖家として知られており、また、対局時の食事やおやつのエピソードが多い。現役最晩年の70代になっても変わらず大食漢であった。
- 対局中に食事で迷うことを避けるため、昼食と夕食は同じメニューとしていた[3][54]。
- 東京・将棋会館での対局では、必ず鰻重を頼むことで知られていた[54]。近くにあるうなぎ屋「ふじもと」に度々出前を頼むが、昼はウナギが2枚の竹、夜は3枚入った松にしている。たまにうなぎを注文しても、食べるのがおっくうになってしまったこともある[3]。
  - 天ぷら定食や鍋焼きうどんも好物だが、天ぷら定食は注文しても届かないことが重なり、鍋焼きうどんは冷めるまで待たないと食べられないので、「確実に届き、すぐに食べられる」鰻重に落ち着いたと述べている[54]。
  - 鰻重が定番になる前は、昼食・夕食もラーメンが定番の時代があった[55]。ラーメン一杯だけで他に何も追加せず、それで夜戦に突入して腹が減ることもなく、快調に指して良く勝っていたため、「ラーメン時代」は20代後半からかなり長く続いたという[55]。
  - 2013年頃、一時鰻重を注文しなくなった時期がある。医者から脂っこいものを控えるように言われたと言い、当時は「ざるそばと冷やしトマト」がお気に入りだった[56][57][58]。また勝又清和によれば「昼はコンビニかスーパーでサンドイッチや果物を買う」ことが多かった[59]。2014年の秋頃から、再び鰻重を注文するようになった。
  - 2016年のコメントで、関西将棋会館での対局については鰻のメニューがないため、鍋焼きうどんとおにぎりを6つを頼むのをずっと続けていると述べている[22]。
- 対局時の昼夜食うな重の他、1日で板チョコ8枚をペロリや1分間でミカン3つを平らげ、対戦相手の羽生善治を絶句させたこともある[27]。
- 1981年の米長との十段戦において、互いに張り合って山盛りのミカンを注文し、2時間以上に渡って互いに食べ続けた。
- 2015年2月12日の対局（第73期順位戦C級2組）では夕食にカキフライ定食とグリルチキン定食の2つを注文し、対局相手の三枚堂達也を驚かせた[22][60]。この件について加藤はカキフライ定食は軽いのでグリルチキン定食を埋め合わせに頼んだ、ライスを少し残した他は完食した、と述べている[22]。
- 対局中のおやつとしてチョコレートやカマンベールチーズを好み、対局時に持参してよく食べていた[55]。
- トーストを8枚食べたという話も、朝昼晩で計8枚との意味[54]。
- メロンも好きであったが、ある日喉を傷めて医者にかかるとメロンが原因と知り、控えるようになる[2]。
- 昼食の支払いにはピン札を用意している[54]。
- ケーキを3つ注文し、3つとも自分で食したこともある[3]。
- 1979年度の第34期棋聖戦では、昼休憩にトーストを4枚とおかずに加え、カルピスをジャーごと持ってくるよう頼んでいる[3]。

このような食生活のため肥満体型であり、2016年現在でも体重が100kgを超えているという。そのため、「エアロバイクに耐荷重オーバーで乗れない」といった問題があり、ダイエットの必要性を認識しているが、なかなか実行に移せないと語っている。

### キリスト教徒として
加藤は1970年12月25日に下井草カトリック教会で洗礼を受けた。洗礼名はパウロ。
翌1971年10月にバチカンでおこなわれたマキシミリアノ・コルベの列福式に参列しており、さらに1982年10月10日にはコルベの列聖式にも参列し、彼の出身地・ポーランドも訪れた。1986年にはローマ教皇ヨハネ・パウロ2世から聖シルベストロ教皇騎士団勲章を授与される。後に湾岸戦争が起こると「（自分は騎士なので）有事の際には馬に乗って駆けつけなければならない」と将棋観戦記者である東公平に冗談を述べており、騎士と棋士に引っ掛ける冗談も多い。
麹町の聖イグナチオ教会では、同教会で挙式するカップルを対象とした「結婚講座」の講師を夫人と共に務めている。2018年に35年目を迎えた。
また、自身の異名の1つである「1分将棋の神様」について、キリスト教徒として「神様」という言葉は重要なものだとし、この呼ばれ方を嫌っている。代わりに「達人」もしくは「名手」と呼んでほしいと語っている。大山康晴には「早指しの大家」と名付けられた。

## 棋歴
肩書、タイトルはいずれも当時。

### プロ入り前
1940年1月1日、福岡県嘉穂郡稲築村（現・嘉麻市）で生まれた。
加藤と将棋の出会いは、幼稚園の頃に近所の子どもが指しているのを見て覚えたことだという。また嘉穂郡稲築村は炭鉱町で、炭鉱夫が指していた縁台将棋を横で見て戦術を覚えていったという。しかし、この時はすぐに周りの子どもたちに常勝するようになり、飽きて将棋から離れてしまった。その後、小学4年生の時に、朝日新聞の将棋欄に掲載された観戦記を読み、たった1手の指し手で将棋が勝てるのかと感銘を受ける。そして詰将棋の本を読んで、妙手や好手を連発して玉を詰ますという魅力に引き込まれ、再び将棋を指し始めた。その後は飯塚市まで行って指していた。加藤は特別な将棋の勉強や修行をしたことはなかったと述べ、それでもこの頃の棋力はアマ初段くらいだったという。
1951年9月、南口繁一門下として3級で関西奨励会に入った。この時の入会試験官を務めた奨励会員は有吉道夫であり、加藤は勝利した。この入会の経緯について田丸昇によれば、小学6年生の夏休みに京都の親類を父と共に訪ねた加藤が京都の将棋大会に参加し、審判長を務めていた南口の指導対局を受け、2枚落ちで2連勝し、加藤の棋才に感嘆した南口から棋士を目指すよう勧められたからだという。そして南口の内弟子となり、南口の自宅がある京都府相楽郡木津町（現・木津川市）にて、高校を卒業するまで過ごした。
奨励会時代の加藤は、当時の棋界のトップ棋士の一人であった升田幸三に誘われ、関西本部にてよく将棋を指した。加藤によれば升田との出会いはまだ奨励会に入る前、連盟の関西本部で板谷四郎に飛香落ちで指導対局を受けていた折に、偶然通りかかった升田に棋才を見いだされてからだという。この時、小一時間ほども加藤と板谷の対局を見つづけた升田は最後に「この子、凡ならず」と漏らしたと加藤は述べている。この升田との対局は平手かつ升田が自分の研究手をぶつけるほどで、トップ棋士が奨励会員を相手にするには異例の態度であったが、加藤の方も簡単には負けなかったという。後年の加藤は「升田九段は私が小学生の時に出会ってから終生、私に目をかけてくれた。有益な助言も数知れない。」と回顧している。
加藤が四段に昇段する半年ほど前に関西奨励会に6級で入会した内藤國雄は2018年に当時のことを振り返り、今から思えば、この時にすでに加藤がA級八段に近い棋力があったような気がしたと述べている。

### 神武以来の天才

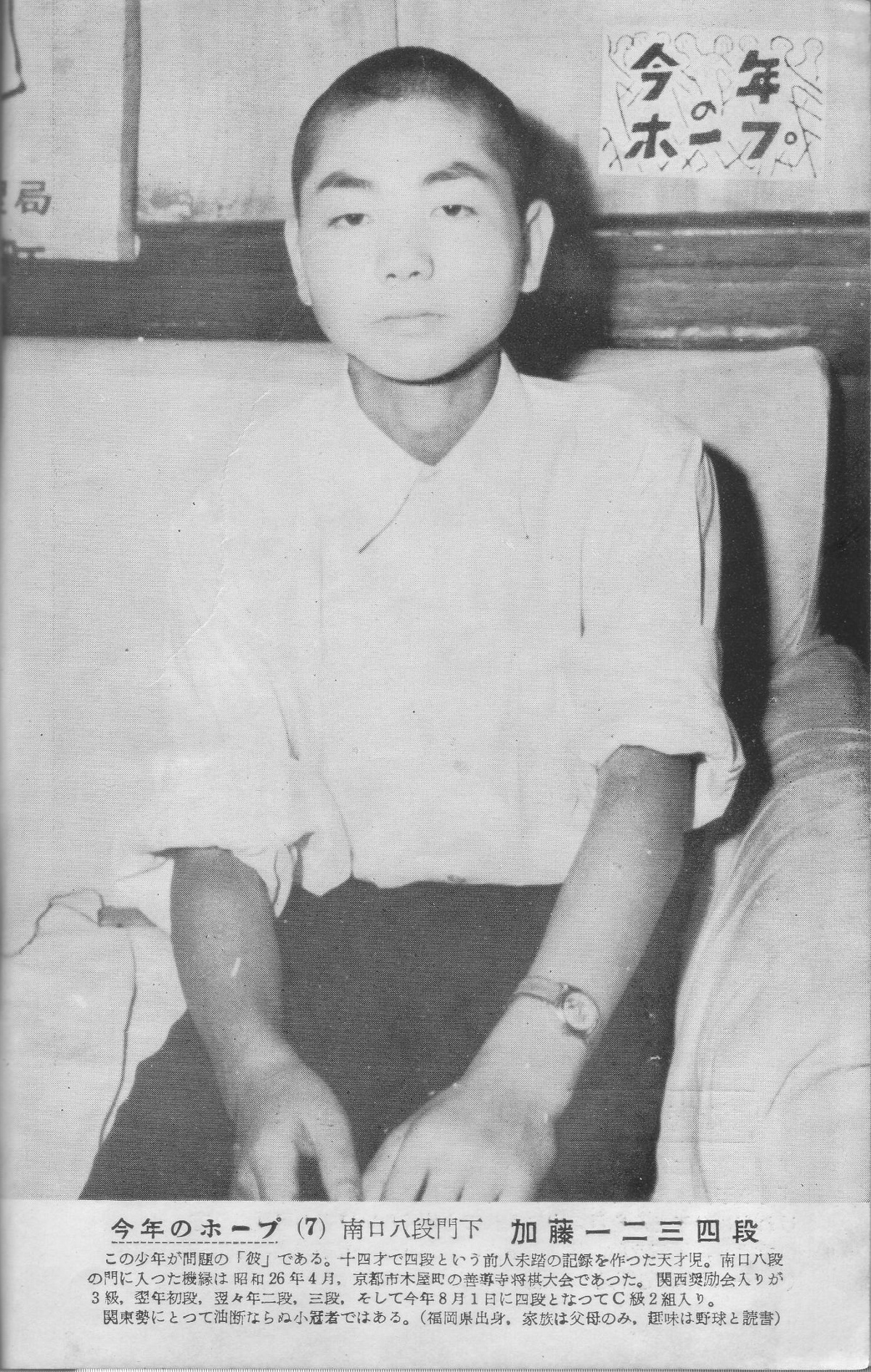
四段昇段時の加藤（『近代将棋』通巻55号、近代将棋社、1954年、口絵ページ）

1954年8月1日付で四段に昇段し、当時の史上最年少棋士（14歳7か月）・史上初の中学生棋士となった。加藤の最年少棋士記録は、2016年に14歳2か月で四段に昇段した藤井聡太が更新するまで、62年にわたり維持された。なお、加藤によれば自身がプロ入りした時の反響はさほどではなかったという。
8月1日付であったが、順位戦については同年度6月から始まっていた第9期順位戦に途中よりC級2組で参加した（同期四段の佐藤庄平と市川伸も同様）。この年のC級2組はかなり変則的であり、途中より東組（東京）と西組（大阪）で組分けされ、加藤は7名の西組に属して12回戦を戦った（よってリーグ内の同一人物と2回ずつ戦った）。11月2日の畝美与吉六段戦で最年少勝利を挙げるなど、11勝1敗の好成績でC級1組昇級を決め、1955年4月1日付で15歳3か月による最年少五段昇段を果たした。続けてC級1組を10勝3敗、B級2組を9勝2敗、B級1組を10勝2敗でいずれも1期抜けし、1958年4月1日付で18歳3か月でのA級八段となる偉業を成し遂げた。「神武以来（じんむこのかた）の天才」と呼ばれ、朝日新聞の「天声人語」でも取り上げられるなど、大きな反響があった。当時の昇段規定は順位戦のみだったこともあり、これは順位戦の各昇級と各昇段のいずれも当時の最年少記録を次々と塗り替えていく結果も意味していた。
順位戦以外のタイトル棋戦や、一般棋戦での活躍も顕著であり、1955年11月22日には当時始まった新人棋戦である第1回六、五、四段戦で優勝し、15歳10か月で最年少棋戦優勝記録を樹立した。また、1956年度には16歳で王将戦リーグ入りし、1957年1月24日には高松宮賞争奪選手権戦で優勝して、新人棋戦を除く公式棋戦の最年少優勝記録17歳0か月を樹立した。
こうした最年少記録は、先述した62年後の2016年に四段となった藤井聡太が登場するまで脅かされることすらなく、四段昇段（14歳2か月）、初勝利（14歳5か月）、一般棋戦優勝（15歳6か月）、全棋士参加棋戦優勝（15歳6か月）と藤井に更新されてしまったものもあるが、王将戦リーグ入りや、参加時期のズレによる順位戦の各記録は破られていない（ただし、当時とは昇段規定が異なるため六段、七段、八段昇段は藤井に更新されている）。
A級初年度となった第13期順位戦は4勝5敗の負け越しで8位という成績であったが、2年目の第14期（1960年度）は6勝2敗で名人挑戦権を得た。20歳3か月の挑戦は、他棋戦のタイトル初挑戦も含め、当時の最年少記録であり、2020年現在においても名人挑戦は最年少記録を維持している。名人挑戦権を獲得する少し前の1960年2月1日には、朝日新聞朝刊の新聞漫画『サザエさん』で、活躍する若者の代表として、力士の大鵬幸喜（加藤より1学年下）と共に「しょうぎの加藤八段」として言及された。しかし、第19期名人戦七番勝負は1勝4敗で大山康晴名人に敗れた。

### タイトル戦での大山・中原との対決
新進気鋭の天才として若くしてトップ棋士となったものの、タイトル獲得には時間がかかった。
1960年代は、上記の名人戦を皮切りにタイトル戦に7回登場したが、相手はいずれも大山であった。当時は大山の全盛期であり、毎年全部ないしはほとんどのタイトルを大山が占めていた。しかし、6度目のタイトル戦となった1968年度の第7期十段戦において、大山十段（名人を含む四冠）をフルセットの接戦の末に破り、プロ15年目、29歳で、ついに初のタイトル獲得を果たした。7回目はその防衛戦（第8期十段戦）であり、大山の挑戦を受ける形となったが2回の千日手を含む2勝4敗で失冠した。
1970年代から1982年にかけては、一転して中原誠との対決の時代となる（将棋界が「大山時代」から「中原時代」に移行したことも意味する）。 この期間、タイトル戦に14回登場したがそのうち中原との対決は9回にも上った。最初の対決は1973年度の名人戦であり、前年に13年に渡って君臨していた大山から名人位を獲得した中原に挑む形であった（よって中原の初名人防衛戦でもあった）。しかしストレート負けを喫し、以降、中原には十段戦において第15期（1976年度）、第16期（1977年）と連続で挑んだが、いずれも退けられた。中原との対戦成績は、最初の22局（第15期十段戦第1局まで）においては1勝21敗と惨憺たるものとなっていた。
一方、棋王戦においては1976年度に大内延介から2度目のタイトルを獲得し、翌1977年度に中原の挑戦を受けるが今度は逆にストレートで防衛を果たした。これは当時五冠で、棋王を獲得すれば全六冠達成が掛かっていた中原を阻む快挙でもあった（結果、これが中原の複冠の最高記録となる）。続く1978年度では第28期王将戦でも中原からタイトルを獲得し、2冠を達成した。しかし、防衛は両方果たせず、棋王は米長に、王将は大山に奪取され（これは大山の最年長タイトル奪取記録でもある）、2冠は僅かな期間であった。その後は、1980年度の第19期十段戦で中原より十段を奪還し、翌年度の第20期十段戦では米長の挑戦を受けたが防衛を果たす。圧倒的に負け越していた中原に対しても、この期間においては勝ちこしている。
この期間（1960年度-1981年度）はタイトル戦は防衛を含んで19期に及んだが、もっぱら上記の通り大山と中原に阻まれる形で獲得タイトルは6期に留まった。一方で一般棋戦での活躍はめざましく、特にNHK杯将棋トーナメントでは6度の優勝を果たした（1960年・1966年・1971年・1973年・1976年・1981年）。また、1973年には当時の連盟会長であった加藤治郎の提案により、九段昇格規定が見直され、新制度（点数制）の規定に基づき、運用が開始された11月3日付で中原誠・二上達也・丸田祐三と共に九段に昇格した（これ以前で九段であったのは名人3期以上の経験者である塚田正夫・大山康晴・升田幸三の3名のみ）。

### 名人獲得とその後のタイトル戦
1982年度の第40期順位戦A級において8勝1敗の成績で3度目の名人挑戦権を得た。相手は第27期（1973年度）での初対決以来、一度も名人位を失冠することがなかった9連覇中の中原であった。この勝負は、4勝3敗・1持将棋・2千日手という実質十番勝負の熱戦となり、初挑戦から22年、42歳で念願の名人位を獲得した。また、十段と合わせ2度目の2冠制覇でもあった。
同年度の第21期十段戦は挑戦者となった中原に敗れ、これが中原との最後のタイトル戦となった。トータルでは中原とは9回のタイトル戦の中で4回獲得（防衛含む）しており、結果としては全盛期の中原に対して大善戦した形となった。
翌年度の名人戦（第41期）の相手は、かつての加藤と同じく20歳で名人挑戦者となった谷川浩司であった（挑戦の最年少記録としては加藤の方が数か月早く、番勝負開始の数日前に谷川は21歳になった）。立場を変えて、かつての大山のように挑戦者の最年少記録を阻もうとする形となったが、勝負は2勝4敗で敗れ、谷川は最年少名人記録（21歳）を達成した。
その後は、1984年度の第25期王位戦で当時の若手実力者であった高橋道雄から生涯8つ目となるタイトルを奪取するが、翌年に高橋に奪還された。以降はタイトル戦に登場することはなく、通算24期登場、うち獲得合計8期となった。
一般棋戦においては全盛期ほどではなかったものの、1990年の早指し将棋選手権においては50歳にして3度目の優勝を、1993年度のNHK杯では54歳で7度目の優勝を果たした（これは当時、大山の優勝8回に次ぐ記録）。なお、この優勝により、10歳代から50歳代まで各10年ごと、また同時に1950年代から1990年代の各年代で一般棋戦優勝を達成したことになった。
また、1989年8月21日には大山に次いで史上2人目の通算1,000勝（特別将棋栄誉賞）を達成した。

### 順位戦での活躍
上記の経歴の通り、加藤は順位戦に第9期（1955年度）から参加し、4年連続でストレート昇級して第13期（1959年度）から18歳という史上最年少でA級に在籍した。これ以来、途中何度かB1に落ちながらも第60期（2002年度）に62歳2か月で陥落するまでA級通算36期（名人在位を含む）の記録を達成した。これは通算数、最年長記録共に、現役A級のまま死去した大山の通算44期、69歳4か月に次ぐ記録である。途中陥落があったために、連続としての最高は19期であり、これは一度も陥落することが無かった中原（29期）や米長（26期）、また谷川（32期）には及ばなかったが、生涯4回のA級復帰の内、第16期（1961年度）、第21期（1966年度）、第23期（1968年度）はB1から1期での返り咲きであり、第51期（1992年度）の復帰は一般に棋士のピークが過ぎたと言われる53歳での達成であった。
一方で、名人挑戦は生涯に3度だけであり、最初はA級在籍2年目の第14期（1960年度）にして果たす（対大山名人）が獲得に至らず、その後は13年ぶりの第27期（1973年度）にて挑戦するが中原名人に阻まれた。そして第40期（1982年度）、42歳で3度目の挑戦権を得て、再び中原名人に挑み、獲得した。
後述のように62歳でのA級陥落以降は第63期（2005年度）B級2組、第68期（2010年度）C級1組、第73期（2015年度）C級2組と段々と降級し続けていったが、フリークラス宣言や引退はしなかった。途中では全敗する期もあったが（第71期、第74期）、最終期となった第75期は1勝9敗であり、順位戦での最後の対局（敗局）は上村亘、最後の勝利局は同期第3局の八代弥であった。

### 60歳A級とキャリア終盤の戦い
順位戦においては上記の通り、第51期（1992年度）に53歳でA級に復帰した後も、これを維持し、2000年にはA級在籍のまま還暦（60歳）を迎えた。間もなく花村元司の記録を抑えて、大山の記録に次ぐ、A級年長記録を達成した。翌2001年には史上3人目の通算1,200勝を達成した（1,000勝が2人目で、今回が3人目なのは途中で中原に抜かれたためである）。棋士会においては、自身が九段昇段後の1,000勝を達成したことを示し、（タイトル称号の「十段」ではなく）段位としての「十段」の新設を提案した。
また、1988年度に十段戦を発展解消する形で始まった竜王戦においては第1期から第4期（1992年度）まで1組に在籍した。その後、1組に復帰することはなかったが、第10期（1997年度）では昇級者決定戦で3組から2組への昇級を決め、その後、2期維持した。しかし、決勝トーナメントへの出場は1度も果たせなかった。
第60期順位戦（2002年度）にて62歳2か月でB級1組への降級が決まる。B級1組は2期在籍したが第62期（2004年度）にさらにB級2組へ降級した。これまでの名人経験者は、B級1組以上の在籍を維持したままの引退・現役死去・フリークラス宣言の事例のみであったが、加藤はこのまま順位戦に留まり、規定により引退するまで指し続けることを宣言した。実際、加藤は後述のようにC級2組で降級点3つを取り、第75期（2017年度）にて規定により引退するまで順位戦を指し続けた。このため、名人経験者によるB級2組、C級1組、C級2組参加及び、C2陥落に伴う規定による引退は加藤が史上初であった。
2007年8月22日、朝日杯将棋オープン戦予選で、戸辺誠四段との対局において、史上初の通算1,000敗を記録する（1,261勝1,000敗）。一見、不名誉な記録にも見えるが、1敗すればそこで終わってしまうトーナメント戦が多い将棋の公式戦において、敗数が多いということは、加藤のキャリアの長さもさることながら、タイトル戦の番勝負や挑戦者決定リーグ戦に数多く登場したことを意味する（例えばプロ棋士として制度上のキャリア最短の記録を持つ熊坂学の通算敗数は156敗であり、ただ負けるだけでは敗数は稼げない）。なお、本人はテレビでこの話題に触れられた際、「150局くらいは逆転負けでした」と述べている。また、同日時点での通算敗数の史上2位は有吉道夫九段の955敗（1,061勝）であり、その後、有吉も通算1,000敗を記録した。
一方では勝ち星も着実に集め、2011年11月1日、史上3人目の1,300勝を達成した。2012年7月26日には通算勝数歴代2位の中原誠に並ぶ1,308勝を達成し、翌年2月15日の第63期王将戦1次予選・対藤森哲也四段戦での勝利によって公式戦通算成績が1,309勝となり、歴代単独2位となった。一方、3月12日の第71期順位戦C級1組10回戦において阿部健治郎に敗北し、通算1,100敗を記録した（1,309勝1,100敗）。
順位戦においてはC級1組に在籍した第69期（2011年度）、第70期（2012年度）では降級点回避のみならず、70歳を過ぎて5勝5敗で指し分けるといった活躍を見せたが、翌71期（2013年度）は順位戦で初めて全敗した。翌72期（2014年度）も全敗は免れたものの、1勝9敗という成績でC級2組への降級が決まった。
他の公式戦では、2010年の第81期棋聖戦にて70歳で挑戦者決定トーナメントに進出する。結果として、これが公式戦本戦クラス進出の最後となった。

### 現役最晩年
2014年4月、74歳3か月の加藤は1954年の順位戦登場以来、59期・60年ぶりにC級2組を迎えた。同組では規定によって降級点が3つになると引退が決定となるが、言い換えればこのまま現役を続ける限り、3期連続で降級点をとっても最低でも77歳3か月で引退することになり、丸田祐三が持つ現役最年長記録77歳0か月を更新する可能性が出てきた（なお、同時期、同じ条件には加藤より1か月ほど生まれが早い内藤國雄もいたが2015年度に自ら引退した）。ここからは各種の最年長記録や年齢差対決、また、その長いキャリアによって生じた珍記録がメディアに注目されるようになっていく。
2015年3月11日の第41期棋王戦予選3回戦で増田康宏（当時17歳4か月）と対局し勝利する。75歳の加藤との年齢差58歳は、年長棋士側から見た史上最多年齢差勝利となった。しかし、この後の岡崎洋六段戦から連敗を喫し、第74期順位戦全敗や2016年度全敗（0勝20敗）を含む公式戦23連敗となった。A級経験者の年度全敗は、2013年の田丸昇九段（当時はフリークラス在籍で0勝10敗）以来であった。
2016年12月24日の第30期竜王戦6組の初戦では、14歳2か月でプロ棋士（四段）となった藤井聡太のデビュー戦の対局相手となり、藤井は加藤が持っていた史上最年少棋士記録（14歳7か月）を62年ぶりに更新、また、当時76歳8か月の加藤との対局は公式戦で最も離れた年齢差（62歳6か月）の対局となった（結果は110手で藤井の勝ち）。また、藤井は初の21世紀生まれプロ棋士（2002年生まれ）であったため、19世紀生まれ（村上真一と野村慶虎の2名）、20世紀生まれ、21世紀生まれの3つの世紀に生まれた棋士と公式戦で対局した記録を達成した。2014年の時点で19世紀生まれの棋士との対局経験がある現役棋士は加藤のみであり、尚且つその時点で19世紀生まれの棋士は全員他界していたため、この記録は今後も加藤が唯一のものとなる。
2017年1月3日に丸田祐三が持っていた最年長現役棋士記録（77歳＋1日）を、1月12日に同じく丸田が持っていた最年長対局記録（76歳11か月）を、さらに1月20日には最年長勝利記録（同）を、それぞれ77歳0か月で更新した。一方で順位戦（第75期）はすでに降級点が2つ付いており、今期に降級点が付けば引退が決まっていた。3回戦で八代弥に勝利したものの、他の対局で敗戦が続き、8回戦終了時点で1勝7敗の成績（1回戦は抜け番）であった。この時点で、加藤が降級点を回避できる条件は、残りの2局を加藤が連勝し、同時点で2勝しかしていない棋士のうち7人が全敗をすることだった。1月19日、当該7人の1人である竹内雄悟が佐藤慎一に勝利したことで、降級点回避条件を満たせなくなり、フリークラス規定による加藤の引退が確定した（残り棋戦の全対局を完了した時点で引退となる）。
引退が決定した翌日の1月20日の第88期棋聖戦二次予選・対飯島栄治戦（この時点の飯島は、順位戦B級1組・竜王戦2組の強豪棋士）では、結果としては現役最後となる勝ち星を挙げ、大きな注目を集めた。これによって先述の通り丸田が持っていた最年長勝利記録を更新した。この対局について飯島はTwitterで「今日の加藤一二三九段戦は完敗でした。」と述べ、形勢不明の場面で出た加藤の妙手について記した。また、この勝利によって棋聖戦次戦は佐藤天彦名人と当たることになり（2月8日）、現役の名人と引退直前の棋士が対局する極めて稀な事態が起こった。この対局は自分自身を除く、木村義雄以来の実力制全名人経験者との対戦ともなった（なお、名人就位前の佐藤とは既に対局経験があり初対局だったわけではない。一方で加藤引退後に名人となった豊島将之との対局経験はない）。
現役最後の対局は2017年6月20日の第30期竜王戦6組昇級者決定戦での対高野智史戦となり、これに敗れ、加藤はこの日をもって現役引退となった。通算成績は1,324勝1,180敗（対局数2,505）。現役最年長記録77歳5か月を樹立。加藤は、事前に連盟を通じて各報道機関に「この日は記者会見はしない。後日に行う」と通知していた。実際の対局では投了する少し前にタクシーを呼んでおき、また観戦記者に感想戦はしない旨を伝え、投了すると集まっていた報道陣には無言のまま直ちに帰宅した。後に自著において加藤は長年にわたり苦楽を共にした妻に直接、引退のことを告げるのを最優先したかったと述べている。
その後、加藤は自身のTwitterで将棋界を支えるスポンサー、将棋ファンに直接に語りかけた。
なお、加藤はまだ気力・体力ともに衰えておらず、公式戦対局への情熱も失っていなかったと言い、将棋界の制度による引退は仕方がなかった、もしそうした制度がなければずっと戦い続けていただろう、と述べている。また、名人位に就いたこともある自分が、その35年後にC級2組にまで下がり、規定で引退することになるまで現役を続けたのは、「77歳でC級2組に在籍していても、名人以外のタイトルは獲得できる」ことに大きな可能性を感じていた、棋士の世界では最後までチャンスがあるのだ、と述べている。
6月30日に、東京・将棋会館で引退に際しての記者会見を行った。記者会見に参加した報道機関は、40社・100名に及んだ。
62年10か月の間の通算対局数は2,505局に及ぶが、休場、不戦敗は一度もなかった。また、1954年8月1日に四段となってから、2017年6月20日に引退するまでの現役勤続年数（62年10か月）は歴代1位である。これは最年少プロ入りかつ最年長引退によって生じたために圧倒的な記録であり、例えば他に70歳を超えて現役であった棋士に内藤國雄（1958年四段 - 2015年引退）や有吉道夫（1955年四段 - 2010年引退）がいるが、60年にも届かない。また、加藤以前の最年長記録者であった丸田は兵役によるブランクで1946年に27歳で四段入りした経歴のため、ちょうど50年（1946年4月1日 - 1996年3月31日）だった。

### 現役引退後

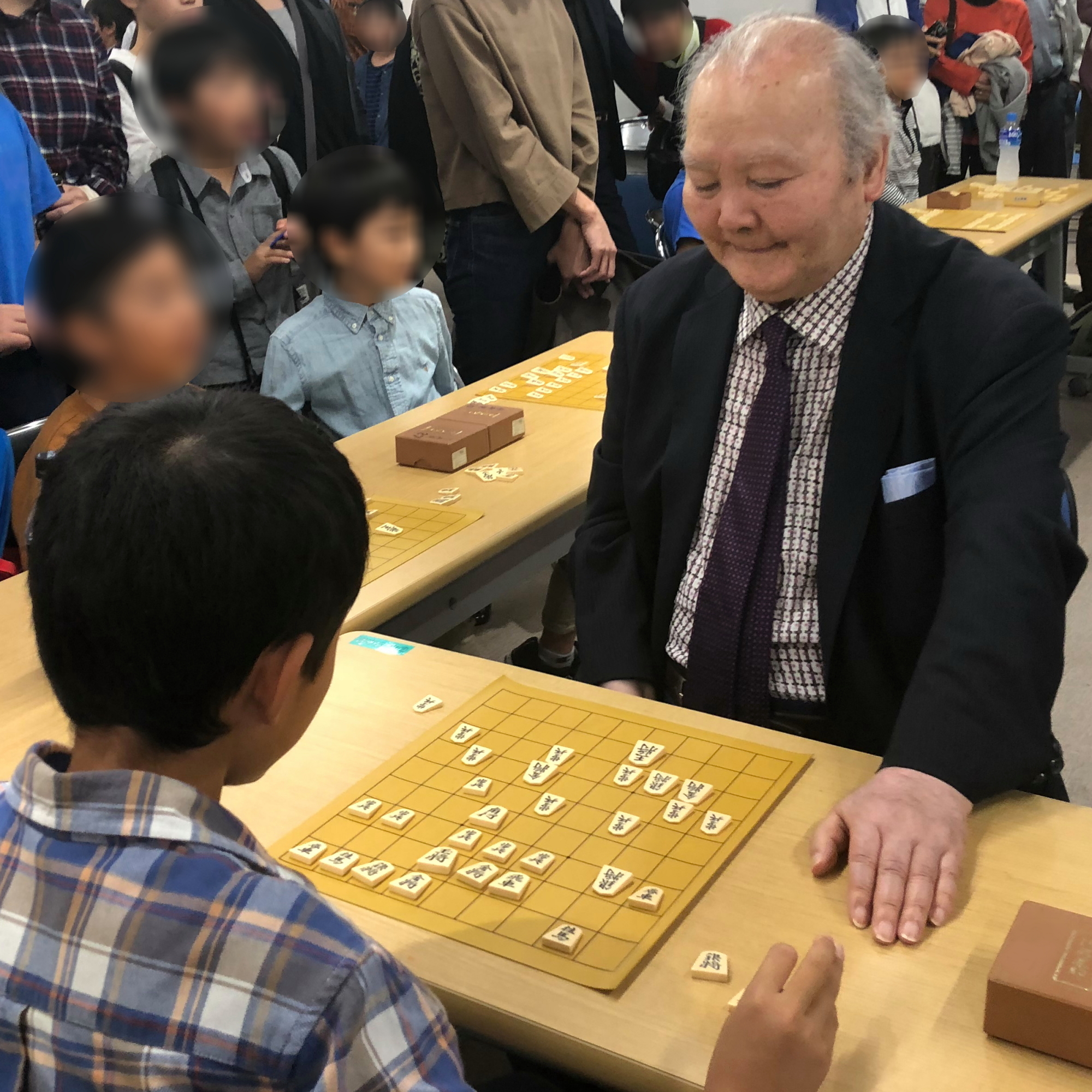
小学生と対局する加藤一二三 九段（2018年10月）

2017年6月23日に仙台白百合女子大学客員教授に就任。加藤の次女が同大学の教員という縁があった。客員教授としての初仕事は、同年10月29日、同大学の学園祭での「私の学生時代」をテーマとするトークショーであった。
2017年7月1日にワタナベエンターテインメントとマネジメント契約を結んだ。引退する5年ほど前からバラエティ番組に出演していたが、引退後はメディア出演が増えている。地上波テレビへの出演に加え、インターネットの配信やイベントへの出演も多い。Twitterで頻繁に情報を発信している。
2017年11月2日に胆石性急性胆嚢炎と診断され、同日に手術を受けた。
2023年には、秋の園遊会に招待される。

## 棋風
半世紀にわたる棋士人生を通して居飛車党を貫き、数々の定跡の発展に貢献してきた。また、棒銀を代表として良いと思った戦型はひたすら採用し続ける傾向にあり、勝率が高い流行りの戦法があっても自身の棋理を重視し、採用しないことが多かった。

### 戦法
特に棒銀を好み、加藤棒銀と呼ばれるほどその採用率は高かった。相手の四間飛車への対抗策として穴熊（居飛車穴熊）が一般的に採用されていた時期でも、変わらず棒銀で挑み続けていた。また、角換わりの将棋においても、棒銀を採用する傾向にあった（一般的には腰掛け銀を採用する棋士が多い）。また、棒銀以外には矢倉▲3七銀戦法や、中飛車に対する袖飛車からの急戦は「加藤流」と呼ばれ、多くの棋士が採用している。
対振り飛車戦においては特に大山康晴との戦いの経験を生かして作り上げた居飛車舟囲い急戦の各種の定跡において、加藤の創案が多い。対三間飛車破りの急戦も、加藤の創案した仕掛けが多い。基本的に振り飛車には急戦で立ち向かうが、1980年に居飛車穴熊を主に対大山戦で数局ほど採用したことがある。
ひねり飛車や横歩取り3三桂のような空中戦も得意としており、後者は一時期後手番でも採用したことがある。さらにその後は、後手番では矢倉中飛車を多用した。
棒銀に見られるように駒の中では「角行」と「銀将」が好きだと述べ、銀が好きな理由として鋭角的でどんどん前に出るから、うまくいけば良くなるからだという。また、その様を会社で例えれば改革で業績を拡大するイメージがあるとして「銀は営業部長」と評している。

### 長考派・1分将棋の神様
常に最善手を探すタイプのため、長考を厭わなかった。この長考のために終盤は持ち時間が無くなり、秒読みに追い込まれることが多かったが、そこからがまた強く「1分将棋の神様」と呼ばれ、早指し棋戦の名手でもあった。しかし本人はクリスチャンなので「1分将棋の”達人”」と呼ばれたいと語っている。
長考の有名なエピソードの1つが1968年の第7期十段戦第4局（大山康晴に挑戦）におけるもので、二日目の初手において、前日の大山の封じ手に対して、1時間55分の長考をした。大山の封じ手は自明であり、実際に加藤の予想通りのものであったが、1日目夜の中断時間中に5時間検討し、その上でさらに翌日再開からまた2時間近くの大長考をしたものであった。この手は最善手であり、最終的に加藤が勝利した（また、この番勝負で初タイトルを獲得した）。
ときおり加藤が先手で、後手の相手がゴキゲン中飛車の出だし（▲7六歩△3四歩▲2六歩△5四歩）の際には、次の手にかなり長考することがあるが、確認作業としてその手を検証しているという。こうした行為はプロのたしなみと考えている。
早指し棋戦においては、NHK杯戦で羽生善治、大山康晴に次いで歴代3位の優勝7回を誇る。他の早指し棋戦（早指し選手権戦、日本シリーズ、早指し王位決定戦）でも多くの優勝を重ねた。
長考やそれに伴う秒読みを恐れない姿勢は、60歳を超えても変わらず、河口俊彦は下記のように評した。
一方で中原誠は「加藤さんが『1分将棋の神様』『秒読みに強い』とは言っても、随分、手を間違えている。むしろ、1分将棋・秒読みに強いと感じさせるのは羽生世代だ。」と述べており、加藤自身も時間配分の失敗により敗局したものは100局を下らないと述べている。

### 評価
大山全盛期時代の棋界の第一人者の1人で、100局近く加藤と公式戦を指し、棋聖戦五番勝負での対局もある二上達也は下記のように加藤を評した。
一般に不利になりかねない特定の戦法に固執したことについて羽生善治は下記のように加藤を評した。
大山康晴は、名人位防衛後の取材に、「加藤さんにはいずれ負ける日がくるだろう」「加藤さんは大天才」と評している。
同期の有吉を通じて、有吉の師匠である大山とは奨励会時代から面識はあった。大山には対局中にぜんざいをもらったり、一緒の電車旅でおにぎりをもらったりしたこともある。

## 師弟関係・逆破門
加藤は奨励会入り以降、南口繁一九段門下であったが、南口が1995年に死去した後の1998年に将棋連盟に申し出て剱持松二八段門下となった。現在では公式に加藤の師匠は剱持となっている。
加藤はこの理由について「私が奨励会に入る時の師弟関係は親が勝手に決めた名目上のことで、私は師匠から一切世話にならなかった。私の師弟関係は無効であるにも関わらず、あたかも関係があったかのように扱われて、不名誉な思いをしてきた。また妻や妻の親戚の人達に長年にわたり不名誉で不快な思いをさせてきた。」と述べている。一方の剱持は、加藤と以前から懇意にしており、また剱持の師匠である荒巻三之九段（1993年に死去）と家族ぐるみの付き合いであった。なお、剱持の方が加藤より6歳年上ではあるが、四段昇段（プロ入り）は加藤の方が2年早く、棋士としては、弟子（加藤）が師匠（剱持）より先輩となっている。
この一件に関して河口俊彦は、（かつての将棋界の師弟関係は内弟子が一般的であったことを踏まえて）日本がまだ貧しかった昭和20、30年代の将棋界では、師匠が内弟子の衣食住の面倒を見るのは大変なことであり、内弟子が稼いだ稽古料を師匠が召し上げるのが当たり前であったが、このことに不満をもった棋士も多かったのは事実と述べている。しかし、同時に河口は南口が内弟子の加藤をあまりにも大事にするので、逆に南口の家族が不平を言っていたという挿話を伝え、加藤が南口に恨みを持つような経緯があったとは考えにくい、と評する。実際、南口の人柄に関しては特にネガティブな逸話はなく、むしろ逆に弟子の森信雄が村山聖を弟子にしようとして当時の関西棋界の実力者であった灘蓮照九段と対立した時に病身を押して仲裁したという彼の人柄を示すエピソードがある。

## エピソード

### 対局での流儀
- 1977年の第15期十段戦から、タイトル戦の服装を和服から背広にし始める。ただし以後も、日本シリーズなどの公開対局などでは和服を着用している[3]。
- 同じ戦法を連採することがあり、羽生善治は「100パーセント同じ戦法でくるとなると不気味である」「作戦が読まれて相手の研究にはまる危険性を考えると現実にそういう人はほとんどいない。だが加藤先生は全然恐れておられないようだ」[3]。
- 対局中、勝負所で駒を持つ手に力が入り、駒音がひときわ高くなることで知られる[131][132]。しかし、駒を割ったことは一度もない[133]。
  - ただし、対局中に盤が自然に割れたことがあった[132][133]。愛知県蒲郡市の「銀波荘」で行われた1967年の第16期王将戦第3局（大山康晴王将に加藤が挑戦。加藤はそれまで王将戦で大山に6連敗していた）での出来事[132][133]。対局が2日目に入り、加藤が考慮していると、突如として加藤の右側の香車が跳ね上がった[132][133]。驚いた加藤が盤面に目をやると、盤に亀裂が入っていた[132][133]。直ちに将棋盤を交換して対局が続行され、加藤は快勝した[132][133]。中原誠も同様に対局中に盤が割れる経験をしており（挑戦者に米長邦雄を迎えた第35期名人戦の第4局（1976年5月13・14日）、中原の棋士人生で唯一のできごとであった[134]。
- 加藤には漆アレルギーがある[135]。そのため、加藤が大棋士となってからは、連盟東京本部[136]では「加藤専用の駒」（奨励会員として雑用をこなしていた木村一基によると、宮松美水作・水無瀬書[137]）を用意し、加藤が2017年に引退するまで、少なくとも35年以上にわたって使われていた[135]。
- 対局に臨む際は、ネクタイを床までつくように長く結ぶ[27]。（立ち上がると、ネクタイの先端がベルトより20cmほど下になる程度[54]）[138]。 偶然ネクタイを長く結んで対局に向かった際、普段以上に澄んだ心持ちで集中して臨むことができ、快勝したため、以降、ネクタイを長く結ぶのが対局時の流儀になった[138]。ネクタイ自体は普通のネクタイ[27]。
- 1978年度の第28期王将戦で中原誠王将に挑戦した際に、3勝1敗で迎えた第5局で、思わしい指し手が見つからず長考に沈んでいた[139]。その間に中原が席を外した時、ふと思いついた加藤は、中原が座っていた場所から盤面を見て、絶妙手を発見して勝利し、通算成績を4勝1敗として、4度目の挑戦で王将位を初めて奪取した[140][139]。加藤は、反対側から盤面を見なければ、その手は発見できなかったと述べている[139]。それ以来、時には対局相手の側から盤面を見るようになった[54][注釈 19]。後に、ニコニコ生放送（ドワンゴ）では、加藤のこの習慣にちなみ、中継中に天井カメラから映す盤面を上下反対に表示することを「ひふみんアイ」と名付け[注釈 20]、棋戦の生中継で使用している[141]。ドワンゴは、自社が主催する第3期叡王戦・決勝七番勝負の生中継（2018年4月 - 6月）では、スタジオ解説に使う大盤に回転軸を設け、物理的に上下反転できる構造とした[142]。こうした対戦相手の後ろに回り込んで考える行為を、一橋大学学長を勤めた山内進と最高裁判事も勤めた山浦善樹は法曹界に照らして「相手の立場から見直す」ことと評価[143][144]。加藤もこの評には喜んでいる[3]。ただし、中原誠は先後同型矢倉の状態でも行うので、それについては不思議がっている[3]。
- タイトル戦の番勝負では、対局を行う旅館やホテルで、前日に両対局者と立会人が「検分」を行う[145]。加藤は、検分の際に対局する部屋のそばに人工の滝があるのに気づき、対局中にその音が精神集中の妨げにならないよう、その場で依頼して滝を止めて貰ったことが数回ある[55]。このことについて加藤は羽生善治と話したとき「２，３か所ほどある」としたが、羽生は「数なくとも５か所で聞いておりますよ」と述べている。なお、その滝が名所になっているようであれば、依頼はしないとしている[3]。
- また、加藤はタイトル戦で宿泊する部屋にも気を配っており、国道沿い、あるいは川沿いの部屋に案内され、より静かな部屋に替えてもらったことが三回あり、三回とも勝利した[55]。真夜中に騒音で目が覚めてしまってからでは、仮に部屋を替えて貰えたとしても既に手遅れであり、寝不足の状態で対局することになる[55]。対局中に人工の滝の音で集中を乱されてしまってからでも同様に既に手遅れである[55]。対局室の環境・宿泊室の環境に気を配り、必要なら事前に手を打って後顧の憂いを絶つべし、というのが加藤の考えであった[55]。
- 対局に対しては、タイトル戦でも他の対局でもアマチュアとの駒落ち戦でも、常に万全の準備をし全力で対局を行っている[3]。明らかな敗勢でも常に真剣。その姿に襟を正す棋士も多い[27]が、明らかな勝勢状態で持ち時間に余裕があっても、早くから秒読みを行わせるということもある[3]。
- 「あと何分?」と尋ねるのが口癖。30秒将棋、1分秒読みでも「あと何分?」と尋ねることもある[3]。1982年第40期名人戦で、秒読みを「30秒、1、2、3…」「40秒、1、2、3…」などと読ませたことがある。また、残り20分から秒を読ませたこともある[3]。現在では規定によって、残り10分からとなる他、1分将棋は50秒から「1、2、3…」とすることになっている。1977年度の第15期十段戦第7局では、対戦相手の中原誠によると、実際は秒読みで時間が切れていたという[3]。
- 対局中に詰みを発見して、思わず「ウヒョー」と叫んだこともあるといわれているが[27]、名人位を奪取した第40期名人戦最終局のときとされている[3]。
- 1993年度のNHK杯決勝戦で佐藤康光竜王を下して7回目の優勝を飾った際、対局後の打ち上げの席で、日本将棋連盟会長であり、決勝戦の解説者でもあった二上達也が、加藤の対局中の空咳について苦言を呈した[146]。すると、NHKの担当者が即座に「画面の動きが少ない将棋番組において、加藤先生のように様々なパフォーマンスを見せ、視聴者を飽きさせない先生は貴重です」という旨を答えて弁護してくれた[146]。また当時はA級棋士であった加藤は、NHK杯で予選を免除され、毎期出場していた。終局後の感想戦で沈黙を作らないように、加藤は積極的に話すよう心がけていた[146]。NHKに「加藤九段は喋りすぎ。若手棋士が委縮する」という旨の投書があったが、NHKの担当者は意に介さず、加藤を支持してくれた[146]。米長邦雄も加藤の空咳については、JT日本シリーズの席上対局の挨拶の際、「あれば癖であって番外戦術のたぐいではない」と称している[3]。加藤の空咳は調子がいい時に出ることが知られており、大山康晴との対局中に空咳をすると「いい手が浮かんだんだね」と大山に指摘されたこともある[3]。
- 前出の藤井聡太四段のデビュー対局戦であった2016年12月24日の第30期竜王戦6組ランキング戦において、昼食休憩中であったが再開前に加藤が次の手を指した[147]。反則ではないが珍事であり、デビュー戦の藤井も「休憩中の鬼手」という予想外の事態に「休憩中に指されることがあるのかと」内心驚いたが[148]、「これで他のことはなかなか驚かなくなった」と後日と語っている[149]。
- 将棋駒の並べ方は自己流でやっている。一度敬意を表して対局者の羽生善治の並べ方を真似すると、調子を崩して敗北する[3]。
- 初タイトルの十段位を獲得して初めてプロとしての自覚が芽生える[3]。
- 対局中に聖歌を歌い出すとの話が知られているが、対局中といっても席を外して別室や庭で歌っている[3]。そして将棋会館の3階にある雑誌『将棋世界』編集部まで、加藤の賛美歌がよく聞こえてきたという[14]。歌うのは精神を落ち着かせたり、高揚を図るためであり、いくら考えてもわからない際に、良い効果を得られるという[3]。
- 直観の指し手が9割正しいと思っているが、形勢が良くなると、できるだけリスクを避けたいので、直感で浮かんだ最善手を指さないこともある[3]。

### トラブル
- 第13期銀河戦での阿部隆との対局（2005年5月26日放映）で「待った」の反則をした[150]。なお本局は加藤の勝ちとなっていた[150]。後日、日本将棋連盟は、理事会審議の結果として「(1)当該対局での加藤の勝ちはそのままとし、加藤は第13期銀河戦での次の対局を行う」「(2)加藤には、罰金、および第14期銀河戦出場停止の、2つの処分を科す」ことを発表した[150]。

- 神谷広志には、対局の際に苦言を呈されたことが3回あった[151][152]。
  - 将棋会館の暖房は音がして気が散るため、加藤は電気ストーブを好んでいた[151]。神谷との対局の際、神谷も寒くないようにとストーブを相手に向けて配置したところ、嫌がらせと誤解されてしまい「顔が熱くなるからやめてください」と言われた[151]。
  - 対局の前に、記録係が将棋盤を置くなど対局のしつらえをするが、対局前はもちろんのこと、対局中でも将棋盤の位置を直すことがあり、あまりの直しぶりにキレた相手の棋士が 「加藤さん、喧嘩を売るの?」と申し出たことも[27]。 自分の好きな盤の位置、部屋の中央に置くのを持論としており、そのため局面が見えるようカメラがセッティングされていてもかまわず動かしてしまう[54]。神谷との対局の際、加藤は盤の位置が気に入らずに盤を動かそうとした[151]。すると神谷がそれに異を唱えた。加藤と神谷は「くじ引きで勝った方の意見に従う」とし、神谷がくじ引きで勝ち、将棋盤を動かさずにそのまま対局することになった[151]。また神谷との対局の際、加藤が盤上の駒の位置を指先で直すと、神谷が「私の駒に触らないで下さい」と抗議した[151]。加藤は、将棋の駒は取ったり取られたりするものなので「自分の駒、相手の駒」という概念はないだろうと考えたという[151]。
- 暑がりなところがあり、名人位を奪取した1982年は冷夏で、夜クーラーなしで熟睡したのが勝因に影響したとしている[3]。冷暖房について、対局の30分前に部屋に入り、エアコンの設定を24℃にするというこだわりがあるが[14]、1993年7月22日の全日本プロトーナメント2回戦で、夏は暑がりの加藤が室温を下げようと冷房の調節を動かすが、一年中寒がりの対戦相手三浦弘行が躊躇なく元に戻す。それを繰り返されて、加藤は連盟職員にどうなのかと直訴。実は三浦は無意識で行っていた、当日風邪を引いていて寒かったため、消しただけでその時は知らなく、あの時はまずいことをしたと加藤に謝罪。自分が切った後に加藤がつけていたのは知らなかったという[153]。
- 2008年12月には、自宅のある集合住宅の庭などで長年野良猫に餌をやるため沢山群がり、猫による被害が起きて近所迷惑をこうむっているとして、餌やり中止と慰謝料など約640万円という訴訟を起こされる。加藤側は答弁書を提出し餌やりを認めた上で「野良猫が無制限、無秩序に増えることの防止が目的。地域猫の適正管理という見地から行政とも相談しており、何ら違法性はない」争うが、東京地裁八王子支部での裁判では、餌やり禁止の判決を受ける[154]。
  - 加藤の猫好きは有名で、雨宿りをする猫に向かって「ハロー。君たちも将棋に興味があるのかい?」と話しかけたこともある[27]。

### その他
- 19歳であった1959年9月から[155]、家の光協会の機関誌である月刊「家の光」で詰将棋を連載しており[155]、2017年の現役引退後も継続している[156]。2019年9月に連載開始から60周年を迎え[156][157]、60年間の問題を精選した詰将棋集『直感精読 加藤一二三の詰将棋』（マイナビ出版）[158]が刊行された[157]。2024年11月21日には連載が65年続いていることから、「同一雑誌におけるボードゲームパズル作者としての最長キャリア」としてギネス世界記録の認定を受けている[159]。
- フジテレビのバラエティ番組『アウト×デラックス』に、クイズを出したがる棋士として出演[3]。
- 純粋無垢な性格が生み出す言動は 「加藤一二三伝説」と称され、そのキャラクターに魅せられる人は後を絶たない[3]。
- 『痛快TV スカッとジャパン』では、若いころが菅田将暉に似ていると紹介される[27]。
- 加齢によって歯が抜けている。周囲の勧めで義歯をしたが、加藤曰く将棋の勘が鈍り成績が振るわなくなったという。著名なバイオリニストが入れ歯をやめたところ音楽の調子を取りもどしたという話を聞き、差し歯をやめて「歯抜け」の状態を維持している[160]。
- 将棋会館に来ると度々、1階にある販売店で将棋の本を数百冊買い込むが、将棋普及活動の一環で、購入した棋書は各所に寄付している[14]。
- 2017年5月26日、NHK「あさイチ」に生出演し、約40年前の1980年 - 1981年に放映されたアニメ『ニルスのふしぎな旅』への感動を熱く語り、クライマックスとなるシーンを口頭で精密に描写した[161]。加藤はこの作品を50回は視聴したという[161]。司会の有働由美子アナウンサーは「鮮明に覚えてらっしゃる」と加藤の記憶力に驚嘆した[161]。

## 昇段履歴
- 1951年09月00日（11歳）： 3級（関西奨励会入会）[70]
- 1952年04月00日（12歳）： 初段
- 1954年08月01日（14歳）： 四段（プロ入り、史上初の中学生棋士）
- 1955年04月01日（15歳）： 五段（順位戦C級1組昇級）
- 1956年04月01日（16歳）： 六段（順位戦B級2組昇級）
- 1957年04月01日（17歳）： 七段（順位戦B級1組昇級）
- 1958年04月01日（18歳）： 八段（順位戦A級昇級）
- 1973年11月03日（33歳）： 九段（九段昇格規定 30点）
- 2017年06月20日（77歳）： 引退（順位戦C級2組からの降級）

## 主な成績
通算成績
対局数 2,505局（歴代1位）
＿勝数 1,324勝（歴代4位）
＿敗数 1,180敗（歴代1位）
持将棋 0,001局（タイトル戦での持将棋）。

### タイトル
他の棋士との比較は、タイトル獲得記録、将棋のタイトル在位者一覧を参照
| タイトル                                                | 獲得年度       | 登場 | 獲得期数 | 連覇  | 備考                          |
| 竜王                                                    | －             | 0    | －       | －    |                               |
| 名人                                                    | 1982           | 4回  | 1期      | －    |                               |
| 王位                                                    | 1984           | 3回  | 1期      | －    |                               |
| 王座                                                    | －             | 0    | －       | －    | （非タイトル戦時代の優勝1回） |
| 棋王                                                    | 1976-1977      | 3回  | 2期      | 2連覇 |                               |
| 叡王                                                    | －             | －   | －       | －    | （加藤現役時は非タイトル戦）  |
| 王将                                                    | 1978           | 5回  | 1期      | －    |                               |
| 棋聖                                                    | －             | 2回  | －       | －    |                               |
| 旧タイトル                                              | 獲得年度       | 登場 | 獲得期数 | 連覇  | 備考                          |
| 九段                                                    | －             | 0    | －       | －    |                               |
| 十段                                                    | 1968,1980-1981 | 7回  | 3期      | 2連覇 |                               |
| 登場回数 合計24回、タイトル獲得 合計8期（歴代10位タイ） |                |      |          |       |                               |

| 01位 | 羽生善治* | 099期 | (138回) |
| 2位  | 大山康晴  | 80期  | (112回) |
| 3位  | 中原誠    | 64期  | (091回) |
| 4位  | 渡辺明*   | 31期  | (045回) |
| 5位  | 藤井聡太* | 30期  | (031回) |

| 6位  | 谷川浩司*                   | 27期        | (057回)         |
| 7位  | 米長邦雄                    | 019期       | (048回)         |
| 8位  | 佐藤康光*                   | 13期        | (037回)         |
| 9位  | 森内俊之*                   | 12期        | (025回)         |
| 10位 | 加藤一二三                  | 08期        | (024回)         |
|      | 木村義雄 (番勝負実施分のみ) | 08期 (05期) | (011回) (008回) |

| 01位 | 羽生善治* | 099期 | (138回) |
| 2位  | 大山康晴  | 80期  | (112回) |
| 3位  | 中原誠    | 64期  | (091回) |
| 4位  | 渡辺明*   | 31期  | (045回) |
| 5位  | 藤井聡太* | 30期  | (031回) |

| 6位  | 谷川浩司*                   | 27期        | (057回)         |
| 7位  | 米長邦雄                    | 019期       | (048回)         |
| 8位  | 佐藤康光*                   | 13期        | (037回)         |
| 9位  | 森内俊之*                   | 12期        | (025回)         |
| 10位 | 加藤一二三                  | 08期        | (024回)         |
|      | 木村義雄 (番勝負実施分のみ) | 08期 (05期) | (011回) (008回) |

- タイトル戦登場
  - 名人：4回（1960年=第19期、1973年、1981年 - 1982年）
  - 十段：7回（1968年度=第7期 - 1969年度、1976年 - 1977年度、1980年 - 1981年度）
  - 王位：3回（1963年度=第4期、1984年 - 1985年度）
  - 棋王：3回（1976年度=第2期 - 1978年度）
  - 王将：5回（1961年度=第11期、1966年 - 1967年度、1978年 - 1979年度）
  - 棋聖：2回（1979年度前期=第34期、1981年度後期=39期）

登場回数 合計:24回

### 一般棋戦優勝
- 王座戦（非タイトル戦時代） 1回（1962年度）
- NHK杯将棋トーナメント 7回（1960、1966、1971、1973、1976、1981、1993年度）
- 早指し将棋選手権 3回（1977後、1981、1990年度）
- JT将棋日本シリーズ 2回（1983、1987年度）
- 天王戦 1回（1985年度）
- 名将戦 1回（1982年度）
- 高松宮賞争奪選手権戦 3回（1956、1964年度、1966年度高松宮賞受賞）
- 日本一杯争奪戦 2回（1958、1960年度）
- 六、五、四段戦 1回（1955年度）
- 早指し王位決定戦 1回（1959年度）
- その他優勝 1回

優勝合計23回

### 将棋大賞
- 第4回（1976年度） 最多勝利賞・連勝賞・技能賞
- 第5回（1977年度） 殊勲賞
- 第6回（1978年度） 殊勲賞
- 第8回（1980年度） 殊勲賞
- 第9回（1981年度） 最優秀棋士賞・連勝賞
- 第12回（1984年度） 最多勝利賞・最多対局賞
- 第29回（2001年度） 東京将棋記者会賞
- 第44回（2016年度） 特別賞・升田幸三賞特別賞「棒銀をはじめとする数々の新工夫」

### 記録
- 最高齢現役（77歳5か月）
- 最高齢勝利（77歳0か月、2017年1月20日 対・飯島栄治戦）
- 最高齢対局（77歳5か月、2017年6月20日 対・高野智史戦）
- 年長者側の最多年齢差勝利（58歳5か月、2015年3月11日 対・増田康宏〈17歳4か月〉戦）
- 最多年齢差対局（62歳6か月、2016年12月24日 対・藤井聡太〈14歳5か月〉戦）
- 最長現役勤続年数（62年10か月）
- 最多対局数（2,505局）
- 最多敗戦数（1,180敗）
- 最年少五段（15歳3か月）
- 最年少A級（18歳3か月）[16][17]
- 最年少名人挑戦（20歳3か月）
- 最年少王将戦リーグ入り（16歳）
- 順位戦デビューからA級まで、4期連続で最短昇級（加藤の他には中原誠のみ）[15][162]
- A級順位戦最多勝利（149勝）
- A級順位戦最多対局（313局）
- 順位戦最多出場[163]（62期）
- 19世紀生まれ・20世紀生まれ・21世紀生まれの棋士と公式戦で対局（史上唯一）[注釈 22]
- 62歳A級（大山康晴に次ぐ史上2位）
- 名人・A級通算在位36期（大山康晴に次ぐ史上2位）[113]

珍記録
- 最年少A級陥落（21歳）
- 最年長A級陥落（62歳）(大山康晴はA級在籍中に69歳で死去)
- 最多A級昇級・B級1組降級（5回）
- 最年少A級返り咲き（22歳。A級昇級年少記録全体で見ても、自身の18歳、藤井聡太と谷川浩司の19歳に次ぎ4位）

### タイトル戦全成績
| 年度 | タイトル | 勝敗 | 勝敗          | 相手     | 備考                       |
| 1960 | 名人     | 敗   | ○●●●千●       | 大山康晴 |                            |
| 1961 | 王将     | 敗   | ●●●           | 大山康晴 | 指し込み                   |
| 1963 | 王位     | 敗   | ○●○●●●        | 大山康晴 |                            |
| 1966 | 王将     | 敗   | ●●○●●         | 大山康晴 |                            |
| 1967 | 王将     | 敗   | ●●○●○●        | 大山康晴 |                            |
| 1968 | 十段     | 勝   | ●●○○●○○       | 大山康晴 | 奪取                       |
| 1969 | 十段     | 敗   | ●●○○千●千●    | 大山康晴 | 失冠                       |
| 1973 | 名人     | 敗   | ●●●●          | 中原誠   |                            |
| 1976 | 十段     | 敗   | ●○千●●○○●     | 中原誠   |                            |
| 1976 | 棋王     | 勝   | ○○○           | 大内延介 | 奪取                       |
| 1977 | 十段     | 敗   | ○●○●●○●       | 中原誠   |                            |
| 1977 | 棋王     | 勝   | ○○○           | 中原誠   | 防衛、中原の六冠独占を阻止 |
| 1978 | 王将     | 勝   | ●○○○○         | 中原誠   | 奪取、束の間の二冠王       |
| 1978 | 棋王     | 敗   | ●●○○●         | 米長邦雄 | 失冠                       |
| 1979 | 棋聖・前 | 敗   | ●○●●          | 中原誠   |                            |
| 1979 | 王将     | 敗   | ●●○●○●        | 大山康晴 | 失冠                       |
| 1980 | 十段     | 勝   | ○●○○○         | 中原誠   | 奪取                       |
| 1981 | 十段     | 勝   | ●○●○○○        | 米長邦雄 | 防衛                       |
| 1981 | 棋聖・後 | 敗   | ●●●           | 二上達也 |                            |
| 1982 | 名人     | 勝   | 持●○●○千○●千○ | 中原誠   | 奪取、「十番勝負」、二冠王 |
| 1982 | 十段     | 敗   | ●○●○●●        | 中原誠   | 失冠                       |
| 1983 | 名人     | 敗   | ●●●○○●        | 谷川浩司 | 失冠                       |
| 1984 | 王位     | 勝   | ○●●○●○○       | 高橋道雄 | 奪取                       |
| 1985 | 王位     | 敗   | ●●●●          | 高橋道雄 | 失冠                       |

### 在籍クラス
| 開始 年度 | (出典)順位戦出典 | (出典)順位戦出典                           | (出典)順位戦出典                           | (出典)順位戦出典                           | (出典)順位戦出典                           | (出典)順位戦出典                           | (出典)順位戦出典                           | (出典)順位戦出典                           | (出典)竜王戦出典 | (出典)竜王戦出典                      | (出典)竜王戦出典                      | (出典)竜王戦出典                      | (出典)竜王戦出典                      | (出典)竜王戦出典                      | (出典)竜王戦出典                      | (出典)竜王戦出典                      | (出典)竜王戦出典                      | (出典)竜王戦出典                      |
| 開始 年度 | 期               | 名人                                       | A級                                        | B級                                        | B級                                        | C級                                        | C級                                        | 0                                          | 期               | 竜王                                  | 1組                                   | 2組                                   | 3組                                   | 4組                                   | 5組                                   | 6組                                   | 決勝 T                                |                                       |
| 開始 年度 | 期               | 名人                                       | A級                                        | 1組                                        | 2組                                        | 1組                                        | 2組                                        | 0                                          | 期               | 竜王                                  | 1組                                   | 2組                                   | 3組                                   | 4組                                   | 5組                                   | 6組                                   | 決勝 T                                |                                       |
| --- | ---------------- | ------------------------------------------ | ------------------------------------------ | ------------------------------------------ | ------------------------------------------ | ------------------------------------------ | ------------------------------------------ | ------------------------------------------ | ---------------- | ------------------------------------- | ------------------------------------- | ------------------------------------- | ------------------------------------- | ------------------------------------- | ------------------------------------- | ------------------------------------- | ------------------------------------- | ------------------------------------- |
| 1954 | 9                |                                            |                                            |                                            |                                            |                                            | C216                                       | 11-1                                       |                  |                                       |                                       |                                       |                                       |                                       |                                       |                                       |                                       |                                       |
| 1955 | 10               |                                            |                                            |                                            |                                            | C113                                       |                                            | 10-3                                       |                  |                                       |                                       |                                       |                                       |                                       |                                       |                                       |                                       |                                       |
| 1956 | 11               |                                            |                                            |                                            | B213                                       |                                            |                                            | 9-2                                        |                  |                                       |                                       |                                       |                                       |                                       |                                       |                                       |                                       |                                       |
| 1957 | 12               |                                            |                                            | B112                                       |                                            |                                            |                                            | 10-2                                       |                  |                                       |                                       |                                       |                                       |                                       |                                       |                                       |                                       |                                       |
| 1958 | 13               |                                            | A 10                                       |                                            |                                            |                                            |                                            | 4-5                                        |                  |                                       |                                       |                                       |                                       |                                       |                                       |                                       |                                       |                                       |
| 1959 | 14               |                                            | A08                                        |                                            |                                            |                                            |                                            | 6-2                                        |                  |                                       |                                       |                                       |                                       |                                       |                                       |                                       |                                       |                                       |
| 1960 | 15               |                                            | A 01                                       |                                            |                                            |                                            |                                            | 3-6                                        |                  |                                       |                                       |                                       |                                       |                                       |                                       |                                       |                                       |                                       |
| 1961 | 16               |                                            |                                            | B101                                       |                                            |                                            |                                            | 8-2                                        |                  |                                       |                                       |                                       |                                       |                                       |                                       |                                       |                                       |                                       |
| 1962 | 17               |                                            | A 09                                       |                                            |                                            |                                            |                                            | 6-4                                        |                  |                                       |                                       |                                       |                                       |                                       |                                       |                                       |                                       |                                       |
| 1963 | 18               |                                            | A 04                                       |                                            |                                            |                                            |                                            | 6-3                                        |                  |                                       |                                       |                                       |                                       |                                       |                                       |                                       |                                       |                                       |
| 1964 | 19               |                                            | A 03                                       |                                            |                                            |                                            |                                            | 3-6                                        |                  |                                       |                                       |                                       |                                       |                                       |                                       |                                       |                                       |                                       |
| 1965 | 20               |                                            | A 08                                       |                                            |                                            |                                            |                                            | 3-6                                        |                  |                                       |                                       |                                       |                                       |                                       |                                       |                                       |                                       |                                       |
| 1966 | 21               |                                            |                                            | B101                                       |                                            |                                            |                                            | 9-3                                        |                  |                                       |                                       |                                       |                                       |                                       |                                       |                                       |                                       |                                       |
| 1967 | 22               |                                            | A 09                                       |                                            |                                            |                                            |                                            | 3-6                                        |                  |                                       |                                       |                                       |                                       |                                       |                                       |                                       |                                       |                                       |
| 1968 | 23               |                                            |                                            | B102                                       |                                            |                                            |                                            | 10-2                                       |                  | 第7期十段戦 タイトル獲得（奪取）      | 第7期十段戦 タイトル獲得（奪取）      | 第7期十段戦 タイトル獲得（奪取）      | 第7期十段戦 タイトル獲得（奪取）      | 第7期十段戦 タイトル獲得（奪取）      | 第7期十段戦 タイトル獲得（奪取）      | 第7期十段戦 タイトル獲得（奪取）      | 第7期十段戦 タイトル獲得（奪取）      | 第7期十段戦 タイトル獲得（奪取）      |
| 1969 | 24               |                                            | A 09                                       |                                            |                                            |                                            |                                            | 5-3                                        |                  | 第8期十段戦 タイトル失冠（＿＿）      | 第8期十段戦 タイトル失冠（＿＿）      | 第8期十段戦 タイトル失冠（＿＿）      | 第8期十段戦 タイトル失冠（＿＿）      | 第8期十段戦 タイトル失冠（＿＿）      | 第8期十段戦 タイトル失冠（＿＿）      | 第8期十段戦 タイトル失冠（＿＿）      | 第8期十段戦 タイトル失冠（＿＿）      | 第8期十段戦 タイトル失冠（＿＿）      |
| 1970 | 25               |                                            | A 04                                       |                                            |                                            |                                            |                                            | 5-3                                        |                  |                                       |                                       |                                       |                                       |                                       |                                       |                                       |                                       |                                       |
| 1971 | 26               |                                            | A 03                                       |                                            |                                            |                                            |                                            | 2-6                                        |                  |                                       |                                       |                                       |                                       |                                       |                                       |                                       |                                       |                                       |
| 1972 | 27               |                                            | A08                                        |                                            |                                            |                                            |                                            | 7-3                                        |                  |                                       |                                       |                                       |                                       |                                       |                                       |                                       |                                       |                                       |
| 1973 | 28               |                                            | A 01                                       |                                            |                                            |                                            |                                            | 4-6                                        |                  |                                       |                                       |                                       |                                       |                                       |                                       |                                       |                                       |                                       |
| 1974 | 29               |                                            | A 08                                       |                                            |                                            |                                            |                                            | 5-5                                        |                  |                                       |                                       |                                       |                                       |                                       |                                       |                                       |                                       |                                       |
| 1975 | 30               |                                            | A 08                                       |                                            |                                            |                                            |                                            | 4-5                                        |                  |                                       |                                       |                                       |                                       |                                       |                                       |                                       |                                       |                                       |
| |                  | （第30期の次は第36期/第31-35期は回次省略） |                                            |                                            |                                            |                                            |                                            |                                            |                  |                                       |                                       |                                       |                                       |                                       |                                       |                                       |                                       |                                       |
| 1976 | 36               |                                            | A 07                                       |                                            |                                            |                                            |                                            | 4-4                                        |                  |                                       |                                       |                                       |                                       |                                       |                                       |                                       |                                       |                                       |
| 1978 | 37               |                                            | A 06                                       |                                            |                                            |                                            |                                            | 4-5                                        |                  |                                       |                                       |                                       |                                       |                                       |                                       |                                       |                                       |                                       |
| 1979 | 38               |                                            | A 05                                       |                                            |                                            |                                            |                                            | 5-4                                        |                  |                                       |                                       |                                       |                                       |                                       |                                       |                                       |                                       |                                       |
| 1980 | 39               |                                            | A 03                                       |                                            |                                            |                                            |                                            | 5-4                                        |                  | 第19期十段戦 タイトル獲得（奪取）     | 第19期十段戦 タイトル獲得（奪取）     | 第19期十段戦 タイトル獲得（奪取）     | 第19期十段戦 タイトル獲得（奪取）     | 第19期十段戦 タイトル獲得（奪取）     | 第19期十段戦 タイトル獲得（奪取）     | 第19期十段戦 タイトル獲得（奪取）     | 第19期十段戦 タイトル獲得（奪取）     | 第19期十段戦 タイトル獲得（奪取）     |
| 1981 | 40               |                                            | A05                                        |                                            |                                            |                                            |                                            | 8-1                                        |                  | 第20期十段戦 タイトル獲得（防衛）     | 第20期十段戦 タイトル獲得（防衛）     | 第20期十段戦 タイトル獲得（防衛）     | 第20期十段戦 タイトル獲得（防衛）     | 第20期十段戦 タイトル獲得（防衛）     | 第20期十段戦 タイトル獲得（防衛）     | 第20期十段戦 タイトル獲得（防衛）     | 第20期十段戦 タイトル獲得（防衛）     | 第20期十段戦 タイトル獲得（防衛）     |
| 1982 | 41               | 名人                                       |                                            |                                            |                                            |                                            |                                            | --                                         |                  | 第21期十段戦 タイトル失冠（＿＿）     | 第21期十段戦 タイトル失冠（＿＿）     | 第21期十段戦 タイトル失冠（＿＿）     | 第21期十段戦 タイトル失冠（＿＿）     | 第21期十段戦 タイトル失冠（＿＿）     | 第21期十段戦 タイトル失冠（＿＿）     | 第21期十段戦 タイトル失冠（＿＿）     | 第21期十段戦 タイトル失冠（＿＿）     | 第21期十段戦 タイトル失冠（＿＿）     |
| 1983 | 42               |                                            | A 01                                       |                                            |                                            |                                            |                                            | 6-3                                        |                  |                                       |                                       |                                       |                                       |                                       |                                       |                                       |                                       |                                       |
| 1984 | 43               |                                            | A 02                                       |                                            |                                            |                                            |                                            | 2-6                                        |                  |                                       |                                       |                                       |                                       |                                       |                                       |                                       |                                       |                                       |
| 1985 | 44               |                                            | A 07                                       |                                            |                                            |                                            |                                            | 6-5                                        |                  |                                       |                                       |                                       |                                       |                                       |                                       |                                       |                                       |                                       |
| 1986 | 45               |                                            | A 03                                       |                                            |                                            |                                            |                                            | 3-6                                        |                  | 棋戦開始前                            | 棋戦開始前                            | 棋戦開始前                            | 棋戦開始前                            | 棋戦開始前                            | 棋戦開始前                            | 棋戦開始前                            | 棋戦開始前                            | 棋戦開始前                            |
| 1987 | 46               |                                            | A 07                                       |                                            |                                            |                                            |                                            | 6-3                                        | 1                |                                       | 1組                                   |                                       |                                       |                                       |                                       |                                       | --                                    | 3-2                                   |
| 1988 | 47               |                                            | A 03                                       |                                            |                                            |                                            |                                            | 2-7                                        | 2                |                                       | 1組                                   |                                       |                                       |                                       |                                       |                                       | --                                    | 1-2                                   |
| 1989 | 48               |                                            |                                            | B101                                       |                                            |                                            |                                            | 6-6                                        | 3                |                                       | 1組                                   |                                       |                                       |                                       |                                       |                                       | --                                    | 1-2                                   |
| 1990 | 49               |                                            |                                            | B107                                       |                                            |                                            |                                            | 6-5                                        | 4                |                                       | 1組                                   |                                       |                                       |                                       |                                       |                                       | --                                    | 1-3                                   |
| 1991 | 50               |                                            |                                            | B105                                       |                                            |                                            |                                            | 5-7                                        | 5                |                                       |                                       | 2組                                   |                                       |                                       |                                       |                                       | --                                    | 1-2                                   |
| 1992 | 51               |                                            |                                            | B109                                       |                                            |                                            |                                            | 9-3                                        | 6                |                                       |                                       | 2組                                   |                                       |                                       |                                       |                                       | --                                    | 0-3                                   |
| 1993 | 52               |                                            | A 10                                       |                                            |                                            |                                            |                                            | 4-5                                        | 7                |                                       |                                       |                                       | 3組                                   |                                       |                                       |                                       | --                                    | 2-2                                   |
| 1994 | 53               |                                            | A 07                                       |                                            |                                            |                                            |                                            | 4-5                                        | 8                |                                       |                                       |                                       | 3組                                   |                                       |                                       |                                       | --                                    | 1-2                                   |
| 1995 | 54               |                                            | A 06                                       |                                            |                                            |                                            |                                            | 4-5                                        | 9                |                                       |                                       |                                       | 3組                                   |                                       |                                       |                                       | --                                    | 1-2                                   |
| 1996 | 55               |                                            | A 07                                       |                                            |                                            |                                            |                                            | 4-5                                        | 10               |                                       |                                       |                                       | 3組                                   |                                       |                                       |                                       | --                                    | 4-1                                   |
| 1997 | 56               |                                            | A 07                                       |                                            |                                            |                                            |                                            | 4-5                                        | 11               |                                       |                                       | 2組                                   |                                       |                                       |                                       |                                       | --                                    | 1-2                                   |
| 1998 | 57               |                                            | A 08                                       |                                            |                                            |                                            |                                            | 3-5                                        | 12               |                                       |                                       | 2組                                   |                                       |                                       |                                       |                                       | --                                    | 0-3                                   |
| 1999 | 58               |                                            | A 07                                       |                                            |                                            |                                            |                                            | 4-5                                        | 13               |                                       |                                       |                                       | 3組                                   |                                       |                                       |                                       | --                                    | 1-3                                   |
| 2000 | 59               |                                            | A 06                                       |                                            |                                            |                                            |                                            | 3-6                                        | 14               |                                       |                                       |                                       |                                       | 4組                                   |                                       |                                       | --                                    | 3-2                                   |
| 2001 | 60               |                                            | A 08                                       |                                            |                                            |                                            |                                            | 2-7                                        | 15               |                                       |                                       |                                       |                                       | 4組                                   |                                       |                                       | --                                    | 0-3                                   |
| 2002 | 61               |                                            |                                            | B102                                       |                                            |                                            |                                            | 4-7                                        | 16               |                                       |                                       |                                       |                                       |                                       | 5組                                   |                                       | --                                    | 4-1                                   |
| 2003 | 62               |                                            |                                            | B110                                       |                                            |                                            |                                            | 3-9                                        | 17               |                                       |                                       |                                       |                                       | 4組                                   |                                       |                                       | --                                    | 1-2                                   |
| 2004 | 63               |                                            |                                            |                                            | B202                                       |                                            |                                            | 4-6                                        | 18               |                                       |                                       |                                       |                                       | 4組                                   |                                       |                                       | --                                    | 3-2                                   |
| 2005 | 64               |                                            |                                            |                                            | B216                                       |                                            |                                            | 4-6                                        | 19               |                                       |                                       |                                       |                                       | 4組                                   |                                       |                                       | --                                    | 1-2                                   |
| 2006 | 65               |                                            |                                            |                                            | B218                                       |                                            |                                            | 7-3                                        | 20               |                                       |                                       |                                       |                                       | 4組                                   |                                       |                                       | --                                    | 1-2                                   |
| 2007 | 66               |                                            |                                            |                                            | B206x                                      |                                            |                                            | 3-7                                        | 21               |                                       |                                       |                                       |                                       | 4組                                   |                                       |                                       | --                                    | 0-3                                   |
| 2008 | 67               |                                            |                                            |                                            | B222*x                                     |                                            |                                            | 2-8                                        | 22               |                                       |                                       |                                       |                                       |                                       | 5組                                   |                                       | --                                    | 1-2                                   |
| 2009 | 68               |                                            |                                            |                                            |                                            | C102                                       |                                            | 3-7                                        | 23               |                                       |                                       |                                       |                                       |                                       | 5組                                   |                                       | --                                    | 0-3                                   |
| 2010 | 69               |                                            |                                            |                                            |                                            | C125                                       |                                            | 5-5                                        | 24               |                                       |                                       |                                       |                                       |                                       |                                       | 6組                                   | --                                    | 5-3                                   |
| 2011 | 70               |                                            |                                            |                                            |                                            | C116                                       |                                            | 5-5                                        | 25               |                                       |                                       |                                       |                                       |                                       |                                       | 6組                                   | --                                    | 1-2                                   |
| 2012 | 71               |                                            |                                            |                                            |                                            | C115x                                      |                                            | 0-10                                       | 26               |                                       |                                       |                                       |                                       |                                       |                                       | 6組                                   | --                                    | 3-2                                   |
| 2013 | 72               |                                            |                                            |                                            |                                            | C133*x                                     |                                            | 1-9                                        | 27               |                                       |                                       |                                       |                                       |                                       |                                       | 6組                                   | --                                    | 1-2                                   |
| 2014 | 73               |                                            |                                            |                                            |                                            |                                            | C204x                                      | 2-8                                        | 28               |                                       |                                       |                                       |                                       |                                       |                                       | 6組                                   | --                                    | 0-2                                   |
| 2015 | 74               |                                            |                                            |                                            |                                            |                                            | C239*x                                     | 0-10                                       | 29               |                                       |                                       |                                       |                                       |                                       |                                       | 6組                                   | --                                    | 2-2                                   |
| 2016 | 75               |                                            |                                            |                                            |                                            |                                            | C245**x                                    | 1-9                                        | 30               |                                       |                                       |                                       |                                       |                                       |                                       | 6組                                   | --                                    | 0-2                                   |
| 2017 |                  | F編（編入時、在籍年限超過）/ 2017年6月引退 | F編（編入時、在籍年限超過）/ 2017年6月引退 | F編（編入時、在籍年限超過）/ 2017年6月引退 | F編（編入時、在籍年限超過）/ 2017年6月引退 | F編（編入時、在籍年限超過）/ 2017年6月引退 | F編（編入時、在籍年限超過）/ 2017年6月引退 | F編（編入時、在籍年限超過）/ 2017年6月引退 | 30               | 2017年6月引退（第30期竜王戦6組 敗退） | 2017年6月引退（第30期竜王戦6組 敗退） | 2017年6月引退（第30期竜王戦6組 敗退） | 2017年6月引退（第30期竜王戦6組 敗退） | 2017年6月引退（第30期竜王戦6組 敗退） | 2017年6月引退（第30期竜王戦6組 敗退） | 2017年6月引退（第30期竜王戦6組 敗退） | 2017年6月引退（第30期竜王戦6組 敗退） | 2017年6月引退（第30期竜王戦6組 敗退） |
| 順位戦、竜王戦の 枠表記 は挑戦者。右欄の数字は勝-敗(番勝負/PO含まず)。 順位戦の右数字はクラス内順位 ( x当期降級点 / *累積降級点 / +降級点消去 ) 順位戦の「F編」はフリークラス編入 /「F宣」は宣言によるフリークラス転出。 竜王戦の 太字 はランキング戦優勝、竜王戦の 組(添字) は棋士以外の枠での出場。 |                  |                                            |                                            |                                            |                                            |                                            |                                            |                                            |                  |                                       |                                       |                                       |                                       |                                       |                                       |                                       |                                       |                                       |

### 主な対戦相手との勝敗
30局以上指した棋士との勝敗を以下に示す。大山、中原、米長の3人は加藤の最大のライバルでもあった。
| 対戦相手               | 対局 | 勝 | 敗 | タイトル戦  |
| 升田幸三               | 39   | 22 | 17 |             |
| 大山康晴               | 124  | 46 | 78 | 獲得1 敗退7 |
| 加藤博二               | 38   | 29 | 9  |             |
| 丸田祐三               | 50   | 28 | 22 |             |
| 灘蓮照                 | 30   | 18 | 12 |             |
| 二上達也               | 94   | 45 | 49 | 獲得0 敗退1 |
| 山田道美               | 43   | 24 | 19 |             |
| 有吉道夫               | 56   | 31 | 25 |             |
| 内藤國雄               | 59   | 32 | 27 |             |
| 米長邦雄               | 104  | 41 | 63 | 獲得1 敗退1 |
| 大内延介               | 42   | 27 | 15 | 獲得1 敗退0 |
| 中原誠                 | 109  | 41 | 67 | 獲得4 敗退5 |
| 桐山清澄               | 49   | 26 | 23 |             |
| 勝浦修                 | 37   | 21 | 16 |             |
| 森雞二                 | 46   | 30 | 16 |             |
| 青野照市               | 32   | 21 | 11 |             |
| 谷川浩司               | 46   | 16 | 30 | 獲得0 敗退1 |
| 高橋道雄               | 32   | 13 | 19 | 獲得1 敗退1 |
| 以下、参考（30局未満） |      |    |    |             |
| 塚田正夫               | 28   | 21 | 7  |             |
| 羽生善治               | 20   | 6  | 14 |             |
| 佐藤康光               | 12   | 3  | 9  |             |
| 森内俊之               | 17   | 5  | 12 |             |
| 丸山忠久               | 13   | 3  | 10 |             |
| 渡辺明                 | 1    | 1  | 0  |             |
| 佐藤天彦               | 2    | 0  | 2  |             |
| 藤井聡太               | 1    | 0  | 1  |             |
| 豊島将之               | 0    | 0  | 0  |             |

※中原との対局数は、タイトル戦での持将棋1局を含む。

### 日本将棋連盟 表彰
（日本将棋連盟以外の表彰・受賞等は「#受賞・栄典」参照）
勝数表彰・記録
- 1977年00月00日 - 通算0600勝達成（将棋栄誉賞、史上3人目、受賞は賞創設の1984年）[注釈 23]
- 1982年12月18日 - 通算0800勝達成（将棋栄誉敢闘賞、史上2人目）[167][注釈 23]
- 1989年08月21日 - 通算1000勝達成（特別将棋栄誉賞、史上2人目）[168][注釈 23]
- 1993年03月08日 - 通算1100勝達成（史上2人目）[169][注釈 23]
- 2001年02月14日 - 通算1200勝達成（特別将棋栄誉賞、史上3人目）[170][注釈 24]
- 2011年11月01日 - 通算1300勝達成（史上3人目）[172]

負け数記録
- 通算1000敗到達（2007年8月22日到達、通算1261勝1000敗、史上初の記録) [173][注釈 23]
- 通算1100敗到達（2013年3月12日到達、通算1309勝1100敗、史上初の記録) [174]

現役勤続表彰
- 1978年11月 - 現役勤続25年
- 1993年11月 - 現役勤続40年
- 2003年11月 - 現役勤続50年
- 2014年11月 - 現役勤続60年[175]

## 受賞・栄典
- 1986年 - 聖シルベストロ教皇騎士団勲章
- 2000年春 - 紫綬褒章
- 2012年 - 第71回西日本文化賞[176]
- 2016年 - 嘉麻市名誉市民
- 2017年 - ユーキャン新語・流行語大賞トップテン「ひふみん」[177]、 平成29年度ゆうもあ大賞 [178]、日本PR大賞 パーソン・オブ・ザ・イヤー[179]
- 2018年春 - 旭日小綬章
- 2022年 - 文化功労者[180]
- 2024年 - ギネス世界記録「同一雑誌におけるボードゲームパズル作者としての最長キャリア」

## 著作

### 単著
- 『加藤詰将棋200題』金園社、1966年。
- 『振飛車破り』〈初段をめざす将棋シリーズ〉、大泉書店、1968年9月。
- 『矢倉の闘い』〈初段をめざす将棋シリーズ〉、大泉書店、1968年9月。
- 『棒銀の闘い』〈初段をめざす将棋シリーズ〉、大泉書店、1968年10月。
- 『矢倉囲いの新戦法』〈将棋初級講座〉、金園社、1969年1月。
- 『力戦振飛車』〈初段をめざす将棋シリーズ〉、大泉書店、1970年2月。
- 『中終盤の闘い』〈初段をめざす将棋シリーズ〉、大泉書店、1971年6月。
- 『将棋の初歩入門』〈初段をめざす将棋シリーズ〉、大泉書店、1972年。
- 『振飛車破り 続』〈初段をめざす将棋シリーズ〉、大泉書店、1973年5月。
- 田村孝雄編（編）、1975年『加藤一二三実戦集 わが熱闘、珠玉の40局』大泉書店。
- 『加藤一二三格言集』〈日将ブックス〉、日本将棋連盟、1975年8月。
- 『加藤一二三将棋実力養成次の一手』第1集 振り飛車破り編、西東社、1975年11月。
- 『加藤一二三将棋実力養成次の一手』第2集 振り飛車矢倉編、西東社、1976年1月。
- 『加藤一二三将棋実力養成次の一手』第3集 平手・駒落ち編、西東社、1976年4月。
- 『加藤一二三将棋実力養成次の一手』第4集 定跡編、西東社、1976年6月。
- 『逆転の将棋 秘密の受け・攻め・読み・捌き』〈プレイブックス〉、青春出版社、1976年12月。
- 『将棋実力養成詰め将棋100選』〈将棋シリーズ〉、西東社、1976年。
- 『寄せと詰めの秘訣 詰将棋・次の一手付き』コルベ出版、1976年。
- 『将棋の基本 わかりやすい 入門から初段まで』〈ナツメ・ブックス〉、ナツメ社、1976年。
- 『将棋勝ち方戦法』〈将棋シリーズ〉、西東社、1977年5月。
- 『加藤の詰将棋傑作選』日本文芸社、1977年7月。
- 『加藤（九段）の詰将棋』高橋書店、1977年11月。
- 『ジュニア版将棋入門』〈ナツメ・ブックス〉、ナツメ社、1978年7月。
- 『棒銀の戦法』〈Ace books 将棋シリーズ〉、主婦の友社、1978年7月。
- 『楽しい将棋入門』〈Ace books 将棋シリーズ〉、主婦の友社、1978年8月。
- 『初心者の詰将棋』〈オール二色図解・詰将棋シリーズ〉、日本文芸社、1978年11月。
- 『やさしい将棋入門』〈将棋シリーズ〉、西東社、1978年12月。
- 『坂田三吉・神田辰之助』〈日本将棋大系 14〉、筑摩書房、1979年1月。
- 『加藤一二三実戦集』〈将棋入門シリーズ〉、永岡書店、1979年1月。
- 『実戦に役立つ将棋実力テスト』〈ナツメ・ブックス〉、ナツメ社、1979年2月。
- 『いちばん早く強くなる将棋』〈Kosaido books〉、廣済堂出版、1979年4月。
- 『将棋・あなたの実力は？ 次の一手――あなたはどう指すか』〈ポケット・ブックス〉、ナツメ社、1979年5月。
- 『将棋・入門から実戦まで どう戦えば勝てるか』〈ポケット・ブックス〉、ナツメ社、1979年5月。
- 『加藤一二三実戦名局集 対矢倉戦の勝局譜』〈将棋入門シリーズ〉、永岡書店、1980年2月。
- 『プロの矢倉3七銀』〈加藤のプロ将棋シリーズ〉、大泉書店、1980年6月。
- 『プロの矢倉3七桂』〈加藤のプロ将棋シリーズ〉、大泉書店、1980年8月。
- 『現代振飛車破り』〈必勝将棋シリーズ〉、新星出版社、1980年10月。ISBN 9784405065437。
- 『加藤一二三名局集』〈現代将棋名局集 5〉、筑摩書房、1981年1月。ISBN 9784480693051。
- 『中学・高校生の将棋問題集 10級〜3級』成美堂出版、1981年2月。ISBN 9784415046242。
- 『プロの中飛車破り』〈加藤のプロ将棋シリーズ〉、大泉書店、1981年3月。ISBN 9784278081336。
- 『プロの四間飛車破り』〈加藤のプロ将棋シリーズ〉、大泉書店、1981年7月。ISBN 9784278081343。
- 『次の一手最強の手筋 勝つ手は常に一つだ』〈初段に挑戦する将棋シリーズ〉、創元社、1981年11月。ISBN 9784422750552。
- 『中学・高校生の将棋 入門編』成美堂出版、1982年2月。ISBN 9784415046235。
- 『プロの三間飛車破り』〈加藤のプロ将棋シリーズ〉、大泉書店、1982年2月。ISBN 9784278081350。
- 『加藤一二三の将棋の指し方 身につけたい基本の手筋と戦法』〈ナツメ・ブックス〉、ナツメ社、1983年7月。ISBN 9784816303081。
- 『加藤一二三の将棋の手ほどき』〈文研リビングガイド〉、文研出版、1983年7月。ISBN 9784580901742。
- 『加藤一二三の将棋の勝ち方 必勝・矢倉戦法のすべて』〈ナツメ・ブックス〉、ナツメ社、1983年10月。ISBN 9784816303241。
- 『加藤一二三のつめ将棋全百科 初級編』〈コロタン文庫〉、小学館、1984年6月。ISBN 9784092810945。
- 『加藤一二三の将棋の戦い方 基本戦法と必ず勝つ手筋・寄せ』〈ナツメ・ブックス〉、ナツメ社、1984年7月。ISBN 9784816303890。
- 『加藤の勝つ次の一手 あなたの実力何段？何級？』日本将棋連盟、1984年11月。ISBN 9784819701143。
- 『加藤流矢倉+中飛車破り』〈一手決断・将棋戦法 2〉、筑摩書房、1985年12月。ISBN 9784480670021。
- 『将棋入門 どう戦えば勝てるか』〈ジュニア版 ナツメ・ブックス〉、ナツメ社、1989年12月。ISBN 9784816301629。
- 『楽しむ詰将棋』〈光文社文庫 光文社将棋シリーズ 1〉、光文社、1992年12月。ISBN 9784334716325。
- 『加藤流 振り飛車撃破』〈プロの将棋シリーズ 6〉、毎日コミュニケーションズ、2003年9月。ISBN 9784839912369。
- 『加藤流 最新棒銀の極意』〈プロの将棋シリーズ 7〉、毎日コミュニケーションズ、2003年11月。ISBN 9784839912857。
- 『加藤流 最強三間飛車撃破』〈プロの将棋シリーズ 1〉、毎日コミュニケーションズ、2004年6月。ISBN 9784839915407。
- 『加藤の振り飛車破り決定版』〈パワーアップシリーズ〉、日本将棋連盟、2005年3月。ISBN 9784819703802。
- 『一二三の玉手箱』毎日コミュニケーションズ、2007年1月。ISBN 9784839922771。
  - 『一二三の玉手箱 自分らしく生きる』〈光文社知恵の森文庫 tか11-1〉、光文社、2019年9月。ISBN 9784334787561。
- 『老いと勝負と信仰と』〈ワニブックスPLUS新書 052〉、ワニブックス、2011年4月。ISBN 9784847060359。
- 『将棋名人血風録 奇人・変人・超人』〈角川oneテーマ21 C-222〉、角川書店、2012年5月。ISBN 9784041102411。
- 『羽生善治論 「天才」とは何か』〈角川oneテーマ21 C-243〉、角川書店、2013年4月。ISBN 9784041104552。
- 『脳が活性化する！大人がもう一度はじめる将棋入門』産経新聞出版・日本工業新聞社、2013年4月。ISBN 9784819112093。
  - 『ひふみんの将棋入門』（新装版版）、産経新聞出版、2017年9月。ISBN 9784819113243。
- 『負けて強くなる 通算1100敗から学んだ直感精読の心得』〈宝島社新書 445〉、宝島社、2014年4月。ISBN 9784800224149。
- 『無敵棒銀 加藤流熱血道場』木本書店、2015年6月。ISBN 9784904808153。
- 『加藤一二三の5手詰め』〈将棋パワーアップシリーズ〉、創元社、2015年11月。ISBN 9784422751153。
- 『加藤一二三名局集』日本将棋連盟・マイナビ出版、2015年11月。ISBN 9784839945275。
- 『求道心 誰も語れない将棋天才列伝』〈SB新書 335〉、SBクリエイティブ、2016年3月。ISBN 9784797384123。
- 『加藤一二三の3手詰め 詰将棋202題』〈将棋パワーアップシリーズ〉、創元社、2016年4月。ISBN 9784422751528。
- 『天才棋士 加藤一二三 挑み続ける人生』日本実業出版社、2017年11月。ISBN 9784534055385。
- 『鬼才伝説 私の将棋風雲録』中央公論新社、2018年2月。ISBN 9784120050541。
- 『ひふみんのワクワク子ども詰め将棋 1手詰め+3手詰め』実務教育出版、2018年9月。ISBN 9784788914803。
- 『幸福の一手 いつもよろこびはすぐそばに』毎日新聞出版、2018年10月。ISBN 9784620325507。
- 『ひふみの言葉』パルコエンタテインメント事業部、2019年1月。ISBN 9784865062908。
- 『感情の整理術123 62年現役を貫けた秘訣』PHP研究所、2019年10月。ISBN 9784569841441。
- 『加藤一二三の詰将棋 直感精読』〈マイナビ将棋文庫〉、マイナビ出版、2019年10月。ISBN 9784839971045。
- 『だから私は、神を信じる』日本キリスト教出版局、2020年9月。ISBN 9784818410589。
- 『集中力up! ひふみんのスタート将棋book』宝島社、2023年12月。ISBN 9784299043283。

### 監修
- 『将棋入門』〈入門シリーズ 3〉、加藤一二三監修、西東社、1982年10月。{{cite book ja}}:  CS1メンテナンス: others (カテゴリ)
- 『NHK杯伝説の名勝負 次の一手』〈NHK将棋シリーズ〉、内藤國雄・加藤一二三・谷川浩司・羽生善治・森内俊之・佐藤康光・渡辺明（監修）、NHK出版、2013年10月。ISBN 9784140162187。{{cite book ja}}:  CS1メンテナンス: others (カテゴリ)
- 津江章二（著）『ビジュアルでわかる ひふみんの将棋の一二三』加藤一二三監修、神宮館、2018年4月。ISBN 9784860764609。

### 共著
- 渡辺明、郷田真隆、森内俊之、加藤一二三、三浦弘行、鈴木大介、豊島将之、中村太地、永瀬拓矢『勝てる将棋の考え方 新イメージと読みの将棋観』日本将棋連盟・マイナビ出版、2016年9月。ISBN 9784839961107。

### 寄稿等
- 「将棋部のこと」『早稲田学報』第23巻第2号、早稲田大学校友会、24–25頁、1969年3月。
- 日本エッセイスト・クラブ（編）、2008年8月「一〇〇〇回目の敗戦」『美女という災難 ――'08年度版ベスト・エッセイ集――』文藝春秋、119–121頁。ISBN 9784163705507。
- 「第三番 加藤一二三九段」『つるの将棋七番勝負』幻冬舎エデュケーション、2013年10月、53–71頁。ISBN 9784344977563。
- 後藤元気（編）、2014年8月「大長考の妙手」『将棋自戦記コレクション』〈ちくま文庫 こ46-2〉、筑摩書房、53–66頁。ISBN 9784480431943。
- 「特集 加藤一二三――棋士という人生」『ユリイカ 詩と批評』49巻（11号）、青土社、2017年6月、45–204頁。ISBN 9784791703319。
  - 『インタビュー 芸術としての将棋――“神武以来の天才”の軌跡』46–63頁。
  - 『将棋講座 第四〇期名人戦を語る――あるいは藤井聡太の研究』157–166頁。

## 出演

### テレビ番組
- 連想ゲーム（1974年9月21日 、NHK総合） - ゲスト
- ゲーム ホントにホント?（1975年9月3日 、NHK総合） - ゲスト
- 音楽の広場（1982年10月22日 、NHK総合） - ゲスト
- くらべてみれば（1993年11月11日 、NHK総合） - ゲスト
- N響アワー（2000年3月12日 、NHK教育） - ゲスト
- こころの時代－宗教・人生－ 「勝負師の道を歩んで」（2001年7月22日 、NHK教育） 　※聞き手は吉川精一
- 将棋講座 加藤一二三の大勝負この一手（2005年4月 - 9月、NHK教育）
- 頭脳がフル回転！大逆転将棋2007 （2007年1月3日 、NHK BS2）
- 新春お好み将棋対局 「ドリームマッチ2012　東西巨匠ライバル対決」 （2012年1月2日 、NHK教育）
- アウト×デラックス（2012年 - 2022年、フジテレビ）　※準レギュラー（不定期出演）
- クローズアップ現代+　「最年少　ｖｓ　最年長～“天才”少年棋士　鮮烈デビュー～」（2017年1月16日 、NHK総合）
- ノーナレ　「諦めない男　棋士　加藤一二三」（2017年3月27日 、NHK総合）
- あさイチ（2017年5月26日 、NHK総合） - プレミアムトーク
- スッキリ!!（2017年6月21日・6月27日・7月3日・7月25日、日本テレビ） - 引退後初のテレビ出演。MCの加藤浩次、近藤春菜から花束が贈呈される。
- ETV特集　加藤一二三という男ありけり（2017年7月1日 、NHK Eテレ）
- スポーツ酒場　語り亭 「“天才”の育て方」 （2017年7月2日 、NHK BS1）
- Mr.サンデー　（2017年7月2日 、フジテレビ・関西テレビ）
- 第49回思い出のメロディー　（2017年8月5日 、NHK総合・ラジオ第1）
- 徹子の部屋　（2017年8月11日 、テレビ朝日） - ゲスト
- 探検バクモン　「激闘！将棋会館」（2017年9月20日 、NHK総合）
- 第68回NHK紅白歌合戦（2017年12月31日、NHK総合・ラジオ第1） - 審査員[181]

ほかゲスト出演多数

### テレビドラマ
- 盤上のアルファ 第2話（2019年2月10日、NHK BSプレミアム） - 加藤一二三（本人）役[182]
- 警視庁・捜査一課長 正月SP（2020年1月3日、テレビ朝日） - ご隠居の一二三さん 役[183]
- 歯無しのグルメ〜噛まずにとろける美味い店〜（2022年5月28日、TBS） - 美食家 役[184]

### テレビアニメ
- レイトン ミステリー探偵社 〜カトリーのナゾトキファイル〜（2018年4月30日、フジテレビ） - 第4話に出演：コンピューター役[185]
- ゴー!ゴー!キッチン戦隊クックルン（2018年10月15日 - 10月18日[186]、NHK Eテレ）加藤一二三（本人）役
- バーチャルさんはみている（2019年1月24日、TOKYO MX） - 特別出演：客 役

### ウェブテレビ
- NonStop ひふみん（2017年5月19日・6月2日、FRESH! by CyberAgent） - 進行は山口恵梨子
- 叡王戦記念特番 東西対抗 詰将棋カラオケ（2019年3月30日、ニコニコ生放送）[187] - 東チーム

### ラジオ番組
- ひふみんと錦織健の対局クラシック（2019年8月8日・2020年1月1日・2020年8月15日・2021年1月1日・2022年1月1日、NHK-FM・NHKラジオ第1） - テノール歌手の錦織健と共演

### ウェブラジオ
- ニコラジ（2017年3月30日・7月6日、ニコニコ生放送）

### CM
- 佐鳴予備校（2016年9月 - ）
- 白泉社『3月のライオン』（2017年9月 - ）
- 日本郵便「年賀状印刷」 （2017年10月 - ）- 相葉雅紀と共演
- NTTドコモ
  - 「会長」篇（2017年11月‐）- 堤真一、高畑充希と共演
  - 「先が読めていた会長」篇（2018年1月 -） - 堤真一と共演
  - 「らくらくスマホデビュー」篇（2018年5月 -） - 高畑充希と共演
- 3月のライオン（2017年）- 将棋を題材とした漫画とそのメディア展開
- エクスコムグローバル「イモトのWiFi」（2019年9月 - ） - イモトアヤコ、五木ひろし、アンミカと共演[188]
- 日清食品 カレーメシ「ギネス世界記録」篇（2025年7月21日 - ） - 吉田沙保里、大川成美らと共演[189]

### ゲームソフト
- 朝日新聞連載 加藤一二三九段将棋 心技流（1995年、バリエ） ※スーパーファミコン用ソフト
- 加藤一二三九段 将棋倶楽部（1997年、ヘクト） ※スーパーファミコン用ソフト
- 加藤一二三九段の将棋教室（1999年、カルチャーブレーン） ※ゲームボーイ用ソフト
- 激指デラックス　名人戦道場（2013年07月19日、マイナビ）※パソコン用ソフト
- ひふみんRUN すすめ！棒銀一直線（2018年、ポケット） ※Android・iOS対応アプリ、将棋ゲームではなくアクションゲーム[190]
- 加藤一二三 九段監修 ひふみんの将棋道場（2018年12月20日、ポケット） ※Nintendo Switch用ソフト

## 作品

### 配信楽曲
- ひふみんアイ（2017年9月22日、FUJI TELEVISION） - 大天才ひふみん名義[191][192]